# Llista de topònims del districte de Sant Andreu
Llista de topònims (noms propis de lloc) del districte de Sant Andreu, a Barcelona
Informació actualitzada per un bot. Els canvis manuals es perdran quan s'actualitzi!

## barri administratiu de Barcelona
| imatge | Nom                      | Ubicat a                        | instància de                           | Detalls                                                                                | coordenades                                                       | Protecció | Commons (més fotos)      | Dades a WD                    |
| ------ | ------------------------ | ------------------------------- | -------------------------------------- | -------------------------------------------------------------------------------------- | ----------------------------------------------------------------- | --------- | ------------------------ | ----------------------------- |
|        | Baró de Viver            | Sant Andreu                     | barri administratiu de Barcelona barri | 2653 hab Superfície: 0.23km² Anomenat per: baró de Viver Darius Rumeu i Freixa         | 41° 26′ 52″ N, 2° 12′ 03″ E / 41.447905555556°N,2.2007416666667°E |           | Baró de Viver            | Modifica les dades a Wikidata |
|        | Bon Pastor               | Sant Andreu Barcelona           | barri administratiu de Barcelona barri | 13730 hab Superfície: 186.8ha                                                          | 41° 26′ 11″ N, 2° 12′ 05″ E / 41.436347222222°N,2.2013277777778°E |           | Bon Pastor (Sant Andreu) | Modifica les dades a Wikidata |
|        | Navas                    | Sant Andreu Barcelona Catalunya | barri administratiu de Barcelona barri | 22299 hab Superfície: 42.4ha Anomenat per: Estació de Navas                            | 41° 24′ 57″ N, 2° 11′ 13″ E / 41.415744444444°N,2.1869°E          |           | Navas                    | Modifica les dades a Wikidata |
|        | Sant Andreu de Palomar   | Sant Andreu Barcelona           | barri administratiu de Barcelona       | 58225 hab Superfície: 186.7ha Anomenat per: Sant Andreu de Palomar                     | 41° 26′ 10″ N, 2° 11′ 30″ E / 41.436111111111°N,2.1916666666667°E |           | Sant Andreu de Palomar   | Modifica les dades a Wikidata |
|        | Trinitat Vella           | Sant Andreu Barcelona           | barri administratiu de Barcelona barri | 10513 hab Superfície: 80.8ha                                                           | 41° 27′ 01″ N, 2° 11′ 29″ E / 41.45018°N,2.19136°E                |           | Trinitat Vella           | Modifica les dades a Wikidata |
|        | el Congrés i els Indians | Sant Andreu                     | barri administratiu de Barcelona       | 14549 hab Superfície: 40.9ha Anomenat per: XXXV Congrés Eucarístic Internacional indià | 41° 25′ 33″ N, 2° 10′ 50″ E / 41.425880555556°N,2.1806777777778°E |           | El Congrés i els Indians | Modifica les dades a Wikidata |
|        | la Sagrera               | Sant Andreu Barcelona           | barri administratiu de Barcelona       | 29908 hab Superfície: 98.6ha Anomenat per: sagrera                                     | 41° 25′ 20″ N, 2° 11′ 11″ E / 41.422358333333°N,2.1863194444444°E |           | La Sagrera               | Modifica les dades a Wikidata |

## carrer
| imatge | Nom                                | Ubicat a | instància de        | Detalls                                                  | coordenades                                                                                           | Protecció | Commons (més fotos)                           | Dades a WD                    |
| ------ | ---------------------------------- | --- | ------------------- | -------------------------------------------------------- | --- | --------- | --------------------------------------------- | ----------------------------- |
|        | avinguda Meridiana                 | Barcelona Fort Pienc el Parc i la Llacuna del Poblenou el Clot el Camp de l'Arpa del Clot Navas la Sagrera Vilapicina i la Torre Llobeta Sant Andreu de Palomar Porta la Prosperitat la Trinitat Nova Trinitat Vella | carrer              | Llarg: 7.1km Anomenat per: meridià                       | 41° 25′ 19″ N, 2° 11′ 13″ E / 41.421942°N,2.186847°E                                                  |           | Avinguda Meridiana                            | Modifica les dades a Wikidata |
|        | carrer Potosí                      | Barcelona Baró de Viver Bon Pastor | carrer              | Anomenat per: Potosí                                     | 41° 26′ 35″ N, 2° 12′ 07″ E / 41.44306°N,2.20188°E                                                    |           |                                               | Modifica les dades a Wikidata |
|        | carrer d'Arnau d'Oms               | Barcelona el Congrés i els Indians Vilapicina i la Torre Llobeta Porta | carrer              | 1929                                                     | 41° 25′ 40″ N, 2° 10′ 38″ E / 41.42777°N,2.17726°E 41° 25′ 54″ N, 2° 10′ 39″ E / 41.43172°N,2.17742°E |           | Carrer d'Arnau d'Oms                          | Modifica les dades a Wikidata |
|        | carrer d'Espronceda                | Diagonal Mar i el Front Marítim del Poblenou el Poblenou Provençals del Poblenou el Clot Sant Martí de Provençals la Sagrera Navas                                                                                   | carrer              |                                                          | 41° 24′ 35″ N, 2° 11′ 56″ E / 41.40959°N,2.19892°E                                                    |           |                                               | Modifica les dades a Wikidata |
|        | carrer de Huelva                   | Barcelona Sant Martí de Provençals la Verneda i la Pau la Sagrera | carrer              | Anomenat per: Huelva                                     | 41° 25′ 02″ N, 2° 11′ 47″ E / 41.417358333333°N,2.19625°E                                             |           |                                               | Modifica les dades a Wikidata |
|        | carrer de Ramon Albó               | Barcelona el Congrés i els Indians Vilapicina i la Torre Llobeta | carrer              | 1914                                                     | 41° 25′ 33″ N, 2° 10′ 38″ E / 41.425930555556°N,2.1772972222222°E                                     |           | Carrer de Ramon Albó                          | Modifica les dades a Wikidata |
|        | carrer de Sant Antoni Maria Claret | la Sagrera Navas el Camp de l'Arpa del Clot el Guinardó Sagrada Família Camp d'en Grassot i Gràcia Nova | carrer              | Anomenat per: Antoni Maria Claret i Clarà                | 41° 24′ 51″ N, 2° 10′ 42″ E / 41.41423°N,2.17835°E                                                    |           | Carrer de Sant Antoni Maria Claret, Barcelona | Modifica les dades a Wikidata |
|        | carrer de la Indústria             | Barcelona Camp d'en Grassot i Gràcia Nova Sagrada Família el Camp de l'Arpa del Clot Navas la Sagrera | carrer              |                                                          | 41° 24′ 24″ N, 2° 10′ 14″ E / 41.40661°N,2.17053°E                                                    |           | Carrer de la Indústria, Barcelona             | Modifica les dades a Wikidata |
|        | carrer del Segre                   | Barcelona Sant Andreu | carrer              |                                                          | 41° 26′ 03″ N, 2° 11′ 32″ E / 41.43422°N,2.19217°E                                                    |           |                                               | Modifica les dades a Wikidata |
|        | carretera de Ribes                 | Barcelona Sant Andreu de Palomar Trinitat Vella Vallbona | carrer              |                                                          | 41° 26′ 43″ N, 2° 11′ 19″ E / 41.44535°N,2.18874°E                                                    |           |                                               | Modifica les dades a Wikidata |
|        | passatge Coello                    | Barcelona la Sagrera | carrer conjunt urbà |                                                          | 41° 25′ 20″ N, 2° 11′ 17″ E / 41.4221076965332°N,2.188086986541748°E ca:Passatge Coello               |           |                                               | Modifica les dades a Wikidata |
|        | passatge d'Àrtemis                 | Barcelona Navas | carrer conjunt urbà |                                                          | 41° 25′ 11″ N, 2° 10′ 56″ E / 41.41974639892578°N,2.1820991039276123°E ca:Passatge d'Àrtemis          |           |                                               | Modifica les dades a Wikidata |
|        | passatge de Sòcrates               | Barcelona Sant Andreu de Palomar | carrer conjunt urbà |                                                          | 41° 25′ 54″ N, 2° 11′ 10″ E / 41.43165969848633°N,2.1861910820007324°E ca:Passatge Sòcrates           |           |                                               | Modifica les dades a Wikidata |
|        | passeig de Fabra i Puig            | Barcelona la Guineueta Can Peguera Horta el Turó de la Peira Vilapicina i la Torre Llobeta Porta Sant Andreu de Palomar                                                                                              | carrer              | 1918 Anomenat per: Romà Fabra i Puig Ferran Fabra i Puig | 41° 25′ 49″ N, 2° 11′ 09″ E / 41.43017778°N,2.18583333°E                                              |           | Passeig de Fabra i Puig                       | Modifica les dades a Wikidata |
|        | passeig de Maragall                | el Camp de l'Arpa del Clot el Guinardó Navas Vilapicina i la Torre Llobeta la Font d'en Fargues Horta | carrer              | 1915 Anomenat per: Joan Maragall i Gorina                | 41° 25′ 01″ N, 2° 10′ 50″ E / 41.41682778°N,2.18041667°E                                              |           | Passeig de Maragall                           | Modifica les dades a Wikidata |
|        | passeig de Santa Coloma            | Barcelona Sant Andreu de Palomar Trinitat Vella Baró de Viver | carrer              |                                                          | 41° 26′ 50″ N, 2° 11′ 46″ E / 41.44725°N,2.19611°E                                                    |           | Passeig de Santa Coloma                       | Modifica les dades a Wikidata |

## casa
| imatge | Nom                                           | Ubicat a                                     | instància de             | Detalls                                                                                | coordenades                                                                                            | Protecció                                                               | Commons (més fotos)        | Dades a WD                    |
| ------ | --------------------------------------------- | -------------------------------------------- | ------------------------ | -------------------------------------------------------------------------------------- | --- | ----------------------------------------------------------------------- | -------------------------- | ----------------------------- |
|        | Ca n'Estruch                                  | Barcelona Sant Andreu Sant Andreu de Palomar | casa                     | Estil: arquitectura popular                                                            | 41° 26′ 08″ N, 2° 11′ 16″ E / 41.43552°N,2.18775°E ca:Pons i Gallarza, 32                              | bé integrant del patrimoni cultural català bé amb protecció urbanística | Ca n'Estruch               | Modifica les dades a Wikidata |
|        | Can Guardiola                                 | Sant Andreu de Palomar                       | casa                     | Estil: arquitectura modernista                                                         | 41° 25′ 48″ N, 2° 11′ 19″ E / 41.43°N,2.1886111111111°E ca:Passeig Fabra i Puig, 13 – Carrer Cuba, 2-4 | bé cultural d'interès local                                             | Can Guardiola              | Modifica les dades a Wikidata |
|        | Can Xeparrina                                 | Sant Andreu Sant Andreu de Palomar           | casa                     |                                                                                        | 41° 25′ 53″ N, 2° 11′ 30″ E / 41.4312900178652°N,2.19178777102312°E                                    | bé amb protecció urbanística                                            | Can Xeparrina              | Modifica les dades a Wikidata |
|        | Casa Alberch                                  | Sant Andreu Sant Andreu de Palomar           | casa                     |                                                                                        | 41° 25′ 53″ N, 2° 11′ 11″ E / 41.4313193473372°N,2.18644815408989°E ca:carrer Vallès, 52               | bé amb protecció urbanística                                            |                            | Modifica les dades a Wikidata |
|        | Casa Emili Bové (Casa de la Bomba)            | Sant Andreu Sant Andreu de Palomar Barcelona | casa edifici residencial | Estil: modernisme català                                                               | 41° 25′ 55″ N, 2° 11′ 21″ E / 41.431922912597656°N,2.1892290115356445°E ca:Gran de St. Andreu, 147     | bé amb protecció urbanística                                            |                            | Modifica les dades a Wikidata |
|        | Casa Ignasi Iglésias                          | Sant Andreu Sant Andreu de Palomar           | casa                     |                                                                                        | 41° 26′ 00″ N, 2° 11′ 17″ E / 41.4334237606601°N,2.18796645776845°E                                    | bé amb protecció urbanística                                            |                            | Modifica les dades a Wikidata |
|        | Casa Madurell                                 | Sant Andreu                                  | casa                     | Estil: noucentisme                                                                     | 41° 25′ 55″ N, 2° 11′ 18″ E / 41.4319°N,2.1883°E ca:C Sòcrates, 22                                     | bé d'interès documental                                                 |                            | Modifica les dades a Wikidata |
|        | Casa Niño                                     | Sant Andreu                                  | casa                     | Estil: arquitectura eclèctica                                                          | 41° 25′ 54″ N, 2° 11′ 11″ E / 41.43176°N,2.1863°E ca:C Sòcrates, 65                                    | bé d'interès documental                                                 |                            | Modifica les dades a Wikidata |
|        | Casa Pagès                                    | Sant Andreu                                  | casa                     | Estil: modernisme català                                                               | 41° 25′ 51″ N, 2° 11′ 13″ E / 41.43097°N,2.18684°E ca:C Vallès, 49 / C Llenguadoc, 64                  | bé amb protecció urbanística                                            |                            | Modifica les dades a Wikidata |
|        | Casa Salvador Llobet Arola                    | Barcelona la Sagrera Sant Andreu             | casa                     | Arquitecte: Joan Rubió i Bellver Estil: modernisme català Estat: enderrocat o destruït | 41° 25′ 21″ N, 2° 11′ 20″ E / 41.422568°N,2.188894°E ca:C. de Garcilaso - Pl. de la Hispano SUïssa     |                                                                         | Casa Salvador Llobet Arola | Modifica les dades a Wikidata |
|        | Casa Sitjà                                    | Sant Andreu Sant Andreu de Palomar           | casa                     |                                                                                        | 41° 25′ 45″ N, 2° 11′ 27″ E / 41.4291171524861°N,2.19090448560657°E                                    | bé amb protecció urbanística                                            |                            | Modifica les dades a Wikidata |
|        | Casa Vintró                                   | Sant Andreu Sant Andreu de Palomar           | casa                     |                                                                                        | 41° 25′ 51″ N, 2° 11′ 15″ E / 41.4308451667915°N,2.18762062156425°E                                    | bé amb protecció urbanística                                            |                            | Modifica les dades a Wikidata |
|        | Torre de la Sagrera                           | la Sagrera                                   | casa                     | Estil: historicisme arquitectònic 1897                                                 | 41° 25′ 26″ N, 2° 11′ 31″ E / 41.4238°N,2.19204°E ca:Berenguer de Palou, 52-62                         |                                                                         | Torre de la Sagrera        | Modifica les dades a Wikidata |
|        | casa del carrer Ajuntament, 7                 | Barcelona Sant Andreu de Palomar             | casa conjunt urbà        | Estil: arquitectura eclèctica                                                          | 41° 26′ 08″ N, 2° 11′ 26″ E / 41.435665130615234°N,2.1905529499053955°E ca:Ajuntament, 7               |                                                                         |                            | Modifica les dades a Wikidata |
|        | habitatge unifamiliar al carrer Ajuntament, 8 | Sant Andreu Sant Andreu de Palomar           | casa                     |                                                                                        | 41° 26′ 09″ N, 2° 11′ 26″ E / 41.4358312327594°N,2.19044631508451°E ca:C Ajuntament, 8                 | bé amb protecció urbanística                                            |                            | Modifica les dades a Wikidata |

## conjunt urbà
| imatge | Nom                                              | Ubicat a                                     | instància de                    | Detalls                     | coordenades | Protecció                    | Commons (més fotos)  | Dades a WD                    |
| ------ | ------------------------------------------------ | -------------------------------------------- | ------------------------------- | --------------------------- | --- | ---------------------------- | -------------------- | ----------------------------- |
|        | Cases Barates                                    | Barcelona Bon Pastor                         | conjunt urbà                    |                             | 41° 26′ 14″ N, 2° 12′ 22″ E / 41.4372444152832°N,2.2059829235076904°E ca:Barnola / Bellmunt                         |                              |                      | Modifica les dades a Wikidata |
|        | Cases del Governador                             | Barcelona Navas                              | conjunt urbà                    |                             | 41° 25′ 13″ N, 2° 11′ 08″ E / 41.420413970947266°N,2.185600996017456°E ca:Felip II / Concepció Arenal / Pare Claret |                              | Cases del Governador | Modifica les dades a Wikidata |
|        | cases del carrer Sant Narcís                     | Barcelona Sant Andreu de Palomar             | conjunt urbà conjunt d'edificis |                             | 41° 25′ 56″ N, 2° 11′ 33″ E / 41.43231°N,2.1924°E ca:Sant Narcís, 33b - 49                                          |                              |                      | Modifica les dades a Wikidata |
|        | conjunt de cases amb jardí del carrer Malats     | Sant Andreu Sant Andreu de Palomar           | conjunt urbà                    |                             | 41° 26′ 12″ N, 2° 11′ 14″ E / 41.4367781405422°N,2.18716029886805°E                                                 | bé amb protecció urbanística |                      | Modifica les dades a Wikidata |
|        | conjunt de cases en filera del passatge Sòcrates | Sant Andreu                                  | conjunt urbà                    | Estil: noucentisme          | 41° 25′ 54″ N, 2° 11′ 10″ E / 41.43157°N,2.18614°E ca:Ptge Sòcrates, 6-12                                           | bé d'interès documental      |                      | Modifica les dades a Wikidata |
|        | conjunt del Carrer Coroleu                       | Sant Andreu Sant Andreu de Palomar           | conjunt urbà                    |                             | 41° 25′ 58″ N, 2° 11′ 14″ E / 41.4328788847067°N,2.18723337382414°E                                                 | bé amb protecció urbanística |                      | Modifica les dades a Wikidata |
|        | conjunt del Carrer Grau                          | Barcelona Sant Andreu de Palomar Sant Andreu | conjunt urbà                    | Estil: arquitectura popular | 41° 26′ 21″ N, 2° 11′ 16″ E / 41.43918228149414°N,2.1878089904785156°E ca:Entre els carrers Agustí Milà i Campeny   | bé amb protecció urbanística |                      | Modifica les dades a Wikidata |
|        | conjunt del Carrer Pons i Gallarza               | Sant Andreu Sant Andreu de Palomar           | conjunt urbà                    |                             | 41° 26′ 08″ N, 2° 11′ 14″ E / 41.4354580506154°N,2.1872967141348°E                                                  | bé amb protecció urbanística |                      | Modifica les dades a Wikidata |
|        | conjunt del carrer Ajuntament                    | Sant Andreu Sant Andreu de Palomar           | conjunt urbà                    |                             | 41° 26′ 08″ N, 2° 11′ 25″ E / 41.4356226802192°N,2.19036905876567°E                                                 | bé amb protecció urbanística |                      | Modifica les dades a Wikidata |
|        | conjunt del carrer Bascònia, 45-77               | Barcelona Sant Andreu de Palomar Sant Andreu | conjunt urbà                    |                             | 41° 26′ 08″ N, 2° 11′ 13″ E / 41.43563461303711°N,2.1868350505828857°E ca:Bascònia, 45-79                           | bé amb protecció urbanística | Bascònia, 45-77      | Modifica les dades a Wikidata |

## curs d'aigua
| imatge | Nom                  | Ubicat a                                                            | instància de               | Detalls                                                     | coordenades                                                                                               | Protecció | Commons (més fotos) | Dades a WD                    |
| ------ | -------------------- | ------------------------------------------------------------------- | -------------------------- | ----------------------------------------------------------- | --- | --------- | ------------------- | ----------------------------- |
|        | Besòs                | província de Barcelona Vallès Oriental Vallès Occidental Barcelonès | curs d'aigua riu principal | Desemboca: mar Mediterrània Llarg: 17.7km Conca: 1038.31km² | 41° 32′ 47″ N, 2° 15′ 02″ E / 41.5463°N,2.2506°E 41° 25′ 07″ N, 2° 13′ 59″ E / 41.4187°N,2.2331°E 16 msnm |           | Besòs River         | Modifica les dades a Wikidata |
|        | riera d'Horta        | Horta-Guinardó Sant Andreu Sant Martí                               | curs d'aigua               | Desemboca: Parc del Fòrum Anomenat per: Horta               | |           | Riera d'Horta       | Modifica les dades a Wikidata |
|        | torrent de la Guineu | Barcelona el Guinardó el Congrés i els Indians Navas                | curs d'aigua               | Desemboca: mar Mediterrània Anomenat per: guineu            | |           |                     | Modifica les dades a Wikidata |

## edifici
| imatge | Nom                                           | Ubicat a                                     | instància de                                       | Detalls | coordenades                                                                                            | Protecció                                                               | Commons (més fotos)          | Dades a WD                    |
| ------ | --------------------------------------------- | -------------------------------------------- | -------------------------------------------------- | --- | --- | ----------------------------------------------------------------------- | ---------------------------- | ----------------------------- |
|        | Antiga Casa de Bombers                        | Sant Andreu                                  | edifici                                            | | 41° 25′ 49″ N, 2° 11′ 20″ E / 41.43027°N,2.18893°E ca:Rbla Fabra I Puig, 10 12(1)                      | bé amb protecció urbanística                                            |                              | Modifica les dades a Wikidata |
|        | Cansaladeria Puig                             | Sant Andreu                                  | edifici                                            | | 41° 25′ 55″ N, 2° 11′ 21″ E / 41.43192°N,2.18915°E ca:C Gran de Sant Andreu, 147 147                   | bé amb protecció urbanística                                            |                              | Modifica les dades a Wikidata |
|        | Canòdrom de la Meridiana                      | el Congrés i els Indians                     | edifici antiga instal·lació esportiva Ús: canòdrom | Arquitecte: Antoni Bonet i Castellana Josep Puig Torné Estil: racionalisme arquitectònic 1964 Estat: parcialment destruït | 41° 25′ 39″ N, 2° 11′ 00″ E / 41.42737°N,2.18336°E ca:Concepción Arenal, 165-185 i Riera d'Horta, 3-31 | bé integrant del patrimoni cultural català bé amb protecció urbanística | Canòdrom Meridiana           | Modifica les dades a Wikidata |
|        | Casa Asil de Sant Andreu                      | Sant Andreu de Palomar                       | edifici                                            | | 41° 26′ 19″ N, 2° 11′ 08″ E / 41.43863056°N,2.18564444°E ca:Agustí i Milà, 72-82                       |                                                                         |                              | Modifica les dades a Wikidata |
|        | Casal Catòlic de Sant Andreu                  | Barcelona Sant Andreu de Palomar Sant Andreu | edifici estructura arquitectònica                  | Estil: arquitectura eclèctica                                                                                             | 41° 26′ 08″ N, 2° 11′ 11″ E / 41.435523986816406°N,2.186353921890259°E ca:Pons i Gallarza, 58          | bé amb protecció urbanística                                            | Casal Catòlic de Sant Andreu | Modifica les dades a Wikidata |
|        | Clínica Sant Jordi                            | Sant Andreu Sant Andreu de Palomar Barcelona | edifici edifici públic                             | Estil: noucentisme arquitectura eclèctica                                                                                 | 41° 26′ 10″ N, 2° 11′ 33″ E / 41.43621063232422°N,2.192612886428833°E ca:Plaça de l'Estació, 12        | bé amb protecció urbanística                                            |                              | Modifica les dades a Wikidata |
|        | Forn de Pa Maragall                           | Barcelona Navas                              | edifici                                            | Estil: arquitectura popular                                                                                               | | bé integrant del patrimoni cultural català                              |                              | Modifica les dades a Wikidata |
|        | Grup d'Habitatges al Polígon Milans del Bosch | Barcelona Sant Andreu                        | edifici                                            | Arquitecte: Oriol Bohigas i Guardiola Josep Maria Martorell i Codina David Mackay                                         | 41° 26′ 10″ N, 2° 12′ 28″ E / 41.4362°N,2.2079°E ca:carrer de Sant Adrià 168-196, 08030 Barcelona      |                                                                         |                              | Modifica les dades a Wikidata |
|        | edifici de veins al carrer Llenguadoc, 61     | Sant Andreu Sant Andreu de Palomar           | edifici                                            | Estil: modernisme català                                                                                                  | 41° 25′ 50″ N, 2° 11′ 12″ E / 41.43059°N,2.18669°E ca:C Llenguadoc, 61                                 | bé amb protecció urbanística                                            |                              | Modifica les dades a Wikidata |
|        | la Previsió Obrera                            | Barcelona Sant Andreu de Palomar Sant Andreu | edifici estructura arquitectònica                  | Estil: arquitectura neoclàssica                                                                                           | 41° 26′ 07″ N, 2° 11′ 27″ E / 41.435340881347656°N,2.1908249855041504°E ca:Doctor Balari i Jovany, 13  | bé amb protecció urbanística                                            | La Previsió Obrera           | Modifica les dades a Wikidata |

## edifici escolar
| imatge | Nom                                 | Ubicat a                                     | instància de            | Detalls                       | coordenades                                                                                          | Protecció                    | Commons (més fotos) | Dades a WD                    |
| ------ | ----------------------------------- | -------------------------------------------- | ----------------------- | ----------------------------- | --- | ---------------------------- | ------------------- | ----------------------------- |
|        | Col·legi de Nostra Sra. dels Angels | Sant Andreu Barcelona                        | edifici escolar edifici | Estil: modernisme català      | 41° 25′ 22″ N, 2° 11′ 30″ E / 41.42289352416992°N,2.19161605834961°E ca:Berenguer de Palou, 9-13     | bé amb protecció urbanística |                     | Modifica les dades a Wikidata |
|        | Escola Can Fabra                    | Barcelona Sant Andreu de Palomar             | edifici escolar         |                               | 41° 26′ 01″ N, 2° 11′ 32″ E / 41.43367004394531°N,2.1921920776367188°E ca:Sant Adrià, 20 / Segre, 56 |                              |                     | Modifica les dades a Wikidata |
|        | Escola Pública El Sagrer            | Barcelona la Sagrera                         | edifici escolar         |                               | 41° 25′ 19″ N, 2° 11′ 22″ E / 41.42201232910156°N,2.189558982849121°E ca:Costa Rica, 26              |                              | Escola el Sagrer    | Modifica les dades a Wikidata |
|        | Grup Escolar Baró de Viver          | Barcelona Baró de Viver                      | edifici escolar         |                               | 41° 26′ 45″ N, 2° 11′ 59″ E / 41.44579315185547°N,2.199690103530884°E ca:Tucumán, 1-7                |                              |                     | Modifica les dades a Wikidata |
|        | Societat Coral "La Lira"            | Barcelona Sant Andreu de Palomar Sant Andreu | edifici escolar edifici | Estil: arquitectura eclèctica | 41° 25′ 58″ N, 2° 11′ 17″ E / 41.432743072509766°N,2.188157081604004°E ca:Carrer Coroleu, 15         | bé amb protecció urbanística |                     | Modifica les dades a Wikidata |

## edifici industrial
| imatge | Nom                                                   | Ubicat a                         | instància de                                            | Detalls                                                   | coordenades | Protecció                                                               | Commons (més fotos)           | Dades a WD                    |
| ------ | ----------------------------------------------------- | -------------------------------- | ------------------------------------------------------- | --------------------------------------------------------- | --- | ----------------------------------------------------------------------- | ----------------------------- | ----------------------------- |
|        | Antiga Delegació d'Hisenda                            | Sant Andreu de Palomar           | edifici industrial                                      |                                                           | 41° 26′ 00″ N, 2° 11′ 22″ E / 41.43336°N,2.18958°E ca:Gran de Sant Andreu, 196-200                                                      | bé amb protecció urbanística                                            |                               | Modifica les dades a Wikidata |
|        | Can Fabra                                             | Sant Andreu de Palomar           | edifici industrial plaça Ús: biblioteca centre cultural |                                                           | 41° 26′ 03″ N, 2° 11′ 28″ E / 41.43428°N,2.19117°E ca:Segre, 24-32, Doctor Balari i Jovany, 16-26, Sant Adrià, 11-21 i Otger, 21 bis-39 | bé integrant del patrimoni cultural català bé amb protecció urbanística | Plaça de Can Fabra, Barcelona | Modifica les dades a Wikidata |
|        | Can Fontanet (Centre d'Interpretació dels Tres Tombs) | Barcelona Sant Andreu de Palomar | edifici industrial                                      |                                                           | 41° 25′ 59″ N, 2° 11′ 32″ E / 41.43306350708008°N,2.1923179626464844°E ca:Parellada, 25                                                 |                                                                         |                               | Modifica les dades a Wikidata |
|        | Can Mestres                                           | la Sagrera                       | edifici industrial                                      | Arquitecte: Joan Rubió i Bellver Estil: modernisme català | 41° 25′ 31″ N, 2° 11′ 25″ E / 41.42521667480469°N,2.1902780532836914°E ca:Monlau, 41-43                                                 |                                                                         | Can Mestres (La Sagrera)      | Modifica les dades a Wikidata |
|        | Can Portabella                                        | Barcelona Sant Andreu de Palomar | edifici industrial                                      |                                                           | 41° 25′ 45″ N, 2° 11′ 39″ E / 41.42912292480469°N,2.194044589996338°E ca:Virgili, 18                                                    |                                                                         | Can Portabella                | Modifica les dades a Wikidata |
|        | Farinera L'Esperança                                  | la Sagrera                       | edifici industrial                                      | 1869 Estat: enderrocat o destruït                         | 41° 25′ 15″ N, 2° 11′ 27″ E / 41.4207°N,2.19076°E ca:Gran de la Sagrera, 53-57 i Ciutat d'Elx, 12-16                                    |                                                                         |                               | Modifica les dades a Wikidata |
|        | Fàbrica Enmasa                                        | Barcelona Bon Pastor             | edifici industrial                                      | Estil: arquitectura moderna                               | 41° 26′ 10″ N, 2° 11′ 57″ E / 41.43617630004883°N,2.1991748809814453°E ca:Sant Adrià, 65                                                |                                                                         |                               | Modifica les dades a Wikidata |
|        | Fàbrica de Pintures Ivanow                            | Barcelona la Sagrera             | edifici industrial                                      |                                                           | 41° 25′ 12″ N, 2° 11′ 24″ E / 41.419944763183594°N,2.1899759769439697°E ca:Hondures, 28-30                                              |                                                                         | Nau Ivanow                    | Modifica les dades a Wikidata |
|        | Naus Llotja                                           | Barcelona la Sagrera             | edifici industrial                                      | Estil: arquitectura moderna                               | 41° 25′ 39″ N, 2° 11′ 33″ E / 41.42753601074219°N,2.1925930976867676°E ca:Pare Manyanet, 40                                             |                                                                         |                               | Modifica les dades a Wikidata |
|        | porta i oficines de l'antiga Enasa                    | Barcelona la Sagrera             | edifici industrial                                      |                                                           | 41° 25′ 37″ N, 2° 11′ 27″ E / 41.427059173583984°N,2.190732955932617°E ca:Sagrera, 179                                                  |                                                                         |                               | Modifica les dades a Wikidata |

## edifici públic
| imatge | Nom                                      | Ubicat a                                     | instància de           | Detalls                                             | coordenades                                                                                                  | Protecció                    | Commons (més fotos)                 | Dades a WD                    |
| ------ | ---------------------------------------- | -------------------------------------------- | ---------------------- | --------------------------------------------------- | --- | ---------------------------- | ----------------------------------- | ----------------------------- |
|        | Biblioteca La Sagrera-Marina Clotet      | Barcelona la Sagrera                         | edifici públic         |                                                     | 41° 25′ 33″ N, 2° 11′ 37″ E / 41.425777435302734°N,2.193711996078491°E ca:Camp de Ferro, 1-3 / Plaça de Kōbe |                              | Biblioteca La Sagrera-Marina Clotet | Modifica les dades a Wikidata |
|        | Complex Esportiu Camp del Ferro          | Barcelona la Sagrera                         | edifici públic         |                                                     | 41° 25′ 40″ N, 2° 11′ 36″ E / 41.42764663696289°N,2.1933460235595703°E ca:Plaça d'Albert Badia               |                              |                                     | Modifica les dades a Wikidata |
|        | Edifici Guttmann Barcelona               | Barcelona la Sagrera                         | edifici públic         |                                                     | 41° 25′ 21″ N, 2° 11′ 16″ E / 41.42263°N,2.18784°E ca:Garcilaso, 57                                          |                              |                                     | Modifica les dades a Wikidata |
|        | antiga biblioteca pública de Sant Andreu | Sant Andreu Sant Andreu de Palomar Barcelona | edifici públic edifici | Estil: historicisme arquitectònic modernisme català | 41° 26′ 12″ N, 2° 11′ 26″ E / 41.436767578125°N,2.1905438899993896°E ca:Santa Marta, 12-14                   | bé amb protecció urbanística |                                     | Modifica les dades a Wikidata |

## edifici residencial
| imatge | Nom                                                             | Ubicat a                                     | instància de                           | Detalls | coordenades | Protecció                                            | Commons (més fotos)                 | Dades a WD                    |
| ------ | --------------------------------------------------------------- | -------------------------------------------- | -------------------------------------- | --- | --- | ---------------------------------------------------- | ----------------------------------- | ----------------------------- |
|        | Antics Magatzems El Siglo                                       | Barcelona Sant Andreu de Palomar Sant Andreu | edifici residencial edifici            | Estil: arquitectura eclèctica | 41° 26′ 08″ N, 2° 11′ 22″ E / 41.43546295166016°N,2.1895129680633545°E ca:Pons i Gallarza, 2                                 | bé amb protecció urbanística                         |                                     | Modifica les dades a Wikidata |
|        | Can Barbosa                                                     | Sant Andreu de Palomar                       | edifici residencial                    | Estil: historicisme arquitectònic noucentisme                                                                                      | 41° 26′ 08″ N, 2° 11′ 20″ E / 41.435447692871094°N,2.189008951187134°E ca:Pons i Gallarza, 10 / Gordi, 1-1C                  | bé amb protecció urbanística                         |                                     | Modifica les dades a Wikidata |
|        | Can Masaveu                                                     | Barcelona Sant Andreu de Palomar             | edifici residencial casa               | Estil: modernisme català | 41° 25′ 54″ N, 2° 11′ 17″ E / 41.4317512512207°N,2.1879498958587646°E ca:Sòcrates, 35-37                                     | bé d'interès documental                              |                                     | Modifica les dades a Wikidata |
|        | Can Mazantini                                                   | Sant Andreu                                  | edifici residencial                    | Estil: arquitectura modernista 1913                                                                                                | 41° 25′ 59″ N, 2° 11′ 04″ E / 41.433055555556°N,2.1844444444444°E ca:Coroleu, 73-77 / Concepción Arenal, 284-286             | bé cultural d'interès local                          | Can Mazantini                       | Modifica les dades a Wikidata |
|        | Casa Bloc                                                       | Sant Andreu de Palomar                       | edifici residencial                    | Arquitecte: Josep Lluís Sert i López Josep Torres i Clavé Joan Baptista Subirana i Subirana Estil: racionalisme arquitectònic 1932 | 41° 26′ 29″ N, 2° 11′ 26″ E / 41.44138889°N,2.19055556°E ca:Av. Torres i Bages, 91-105, Sant Andreu 25 msnm                  | bé d'interès cultural bé cultural d'interès nacional | Casa Bloc                           | Modifica les dades a Wikidata |
|        | Casa Castellà                                                   | Barcelona Sant Andreu de Palomar             | edifici residencial                    | Estil: arquitectura eclèctica | 41° 25′ 49″ N, 2° 11′ 13″ E / 41.43026351928711°N,2.1869781017303467°E ca:Rambla Fabra i Puig, 54                            |                                                      |                                     | Modifica les dades a Wikidata |
|        | Casa Enric Sanchís                                              | Barcelona Bon Pastor                         | edifici residencial                    | | 41° 26′ 06″ N, 2° 12′ 20″ E / 41.43487548828125°N,2.2055139541625977°E ca:Passeig d'Enric Sanchís, 17-25                     |                                                      | Casa Enric Sanchís                  | Modifica les dades a Wikidata |
|        | Casa Filomena Arpí (I)                                          | Barcelona la Sagrera                         | edifici residencial                    | Estil: modernisme català | 41° 25′ 32″ N, 2° 11′ 30″ E / 41.42542266845703°N,2.1915359497070313°E ca:Berenguer de Palou, 91 / Pacífic, 1                |                                                      |                                     | Modifica les dades a Wikidata |
|        | Casa Joaquim Jalencas                                           | Sant Andreu Sant Andreu de Palomar Barcelona | edifici residencial                    | Estil: modernisme català | 41° 25′ 49″ N, 2° 11′ 37″ E / 41.43033599853515°N,2.193660020828247°E ca:Virgili, 49                                         | bé amb protecció urbanística                         | Casa Joaquim Jalencas               | Modifica les dades a Wikidata |
|        | Casa Josep Creus                                                | Barcelona la Sagrera                         | edifici residencial                    | Estil: modernisme català | 41° 25′ 33″ N, 2° 11′ 24″ E / 41.42588424682617°N,2.189992904663086°E ca:Pacífic, 20                                         |                                                      | Casa Josep Creus                    | Modifica les dades a Wikidata |
|        | Casa Maeso                                                      | Barcelona Sant Andreu de Palomar Sant Andreu | edifici residencial casa               | Estil: noucentisme | 41° 26′ 11″ N, 2° 11′ 16″ E / 41.43638610839844°N,2.1877529621124268°E ca:Malats, 52                                         | bé amb protecció urbanística                         |                                     | Modifica les dades a Wikidata |
|        | Casa Raimunda Puntí (I)                                         | Barcelona Sant Andreu Sant Andreu de Palomar | edifici residencial                    | Estil: arquitectura eclèctica | 41° 25′ 59″ N, 2° 11′ 06″ E / 41.43308639526367°N,2.1849780082702637°E ca:Coroleu, 65                                        | bé amb protecció urbanística                         |                                     | Modifica les dades a Wikidata |
|        | Casa Raimunda Puntí (II)                                        | Sant Andreu de Palomar Barcelona Sant Andreu | edifici residencial                    | Estil: modernisme català | 41° 25′ 59″ N, 2° 11′ 06″ E / 41.43307°N,2.18491°E ca:Coroleu, 65 bis                                                        | bé amb protecció urbanística                         |                                     | Modifica les dades a Wikidata |
|        | Casa Rigobert Jambrina                                          | Barcelona la Sagrera                         | edifici residencial                    | Estil: modernisme català | 41° 25′ 33″ N, 2° 11′ 18″ E / 41.425838470458984°N,2.1884090900421143°E ca:Jambrina, 5                                       |                                                      | Casa Rigobert Jambrina              | Modifica les dades a Wikidata |
|        | Casa Teresa Batlle                                              | Barcelona Sant Andreu de Palomar             | edifici residencial                    | Estil: modernisme català | 41° 26′ 00″ N, 2° 11′ 20″ E / 41.4334716796875°N,2.1888461112976074°E ca:Ignasi Iglesias, 7                                  |                                                      |                                     | Modifica les dades a Wikidata |
|        | Casa de l'antic Montepio d'Empleats                             | Barcelona Sant Andreu                        | edifici residencial                    | Arquitecte: Raimon Duran i Reynals Estil: racionalisme arquitectònic 20th century                                                  | 41° 25′ 48″ N, 2° 11′ 11″ E / 41.43003°N,2.1865°E ca:Rbla. Fabra i Puig, 43-45                                               | bé integrant del patrimoni cultural català           | Casa de l'antic Montepio d'Empleats | Modifica les dades a Wikidata |
|        | Cases Filomena Arpí (II)                                        | Barcelona la Sagrera                         | edifici residencial                    | Estil: modernisme català | 41° 25′ 32″ N, 2° 11′ 28″ E / 41.42552185058594°N,2.1911919116973877°E ca:Gran de la Sagrera, 160-162                        |                                                      |                                     | Modifica les dades a Wikidata |
|        | Cases Pagès                                                     | Barcelona Sant Andreu de Palomar             | edifici residencial                    | Estil: arquitectura eclèctica | 41° 26′ 07″ N, 2° 11′ 20″ E / 41.435325622558594°N,2.1888859272003174°E ca:Mateu Ferran, 2-4                                 |                                                      |                                     | Modifica les dades a Wikidata |
|        | Cases Rosa Vila                                                 | Barcelona la Sagrera                         | edifici residencial                    | Estil: modernisme català | 41° 25′ 22″ N, 2° 11′ 28″ E / 41.4228401184082°N,2.1910409927368164°E ca:Gran de la Sagrera, 87/89                           |                                                      |                                     | Modifica les dades a Wikidata |
|        | Cases Sebastià Vilagut                                          | Barcelona la Sagrera                         | edifici residencial                    | Estil: modernisme català | 41° 25′ 34″ N, 2° 11′ 18″ E / 41.42613983154297°N,2.1884329319000244°E ca:Pacífic, 47-49                                     |                                                      | Cases Sebastià Vilagut              | Modifica les dades a Wikidata |
|        | Edifici Biscaia                                                 | Barcelona Navas                              | edifici residencial                    | Estil: arquitectura moderna | 41° 24′ 55″ N, 2° 11′ 22″ E / 41.41524124145508°N,2.189558982849121°E ca:Biscaia, 340                                        |                                                      |                                     | Modifica les dades a Wikidata |
|        | Edifici Meridiana                                               | la Sagrera                                   | edifici residencial                    | Arquitecte: Oriol Bohigas i Guardiola Josep Maria Martorell i Codina David Mackay Estil: racionalisme arquitectònic                | 41° 25′ 27″ N, 2° 11′ 14″ E / 41.424261°N,2.187313°E avinguda Meridiana — 312bis-320                                         | bé integrant del patrimoni cultural català           | Casa Meridiana (1965)               | Modifica les dades a Wikidata |
|        | Edifici Meridiana (Moragas)                                     | Barcelona la Sagrera                         | edifici residencial                    | Estil: arquitectura moderna | 41° 25′ 24″ N, 2° 11′ 15″ E / 41.423282623291016°N,2.1873879432678223°E ca:Av. Meridiana, 302-312                            |                                                      | Edifici Meridiana (Moragas)         | Modifica les dades a Wikidata |
|        | Habitatges Gran Saló                                            | Barcelona Baró de Viver                      | edifici residencial                    | | 41° 26′ 52″ N, 2° 11′ 57″ E / 41.44765853881836°N,2.1991450786590576°E ca:Plaça Baró de Viver                                |                                                      |                                     | Modifica les dades a Wikidata |
|        | Illa Baró de Viver                                              | Barcelona Sant Andreu                        | edifici residencial                    | 1985 | 41° 26′ 53″ N, 2° 11′ 33″ E / 41.448°N,2.1924°E ca:Pg. de Santa Coloma, 94-112 - pl. Baró de Viver                           | bé integrant del patrimoni cultural català           | Illa Baró de Viver                  | Modifica les dades a Wikidata |
|        | Palau Martí                                                     | Barcelona Sant Andreu de Palomar Sant Andreu | edifici residencial edifici            | Estil: arquitectura eclèctica arquitectura neoclàssica                                                                             | 41° 25′ 48″ N, 2° 11′ 23″ E / 41.42991638183594°N,2.189610004425049°E ca:Gran de Sant Andreu, 87                             | bé amb protecció urbanística                         |                                     | Modifica les dades a Wikidata |
|        | Saló Central                                                    | Barcelona Sant Andreu de Palomar             | edifici residencial                    | Estil: modernisme català | 41° 25′ 58″ N, 2° 11′ 23″ E / 41.43270492553711°N,2.1896090507507324°E ca:Gran de Sant Andreu, 176                           |                                                      |                                     | Modifica les dades a Wikidata |
|        | Torre Rosa (Villa Jazmines)                                     | Barcelona el Congrés i els Indians           | edifici residencial                    | Estil: noucentisme | 41° 25′ 22″ N, 2° 10′ 50″ E / 41.42274856567383°N,2.180417060852051°E ca:Carrer Francesc Tàrrega, 22                         |                                                      |                                     | Modifica les dades a Wikidata |
|        | casa Vidal                                                      | Sant Andreu de Palomar                       | edifici residencial                    | Arquitecte: Francesc Berenguer i Mestres Miquel Pascual i Tintorer Estil: arquitectura modernista 1906                             | 41° 26′ 07″ N, 2° 11′ 23″ E / 41.435277777778°N,2.1897222222222°E ca:Pons i Gallarza, 1-3 – Gran de Sant Andreu, 255 25 msnm | bé cultural d'interès local                          | Casa Vidal (Barcelona)              | Modifica les dades a Wikidata |
|        | casa a la plaça Orfila, 12                                      | Barcelona Sant Andreu de Palomar Sant Andreu | edifici residencial casa               | Estil: arquitectura eclèctica | 41° 26′ 09″ N, 2° 11′ 27″ E / 41.43578338623047°N,2.1908280849456787°E ca:Plaça Orfila, 12                                   | bé amb protecció urbanística                         |                                     | Modifica les dades a Wikidata |
|        | casa al carrer Vallès i Ribot, 25                               | Barcelona la Sagrera                         | edifici residencial                    | Estil: arquitectura eclèctica | 41° 25′ 26″ N, 2° 11′ 19″ E / 41.42375183105469°N,2.1886680126190186°E ca:Vallès i Ribot, 25                                 |                                                      | Vallès i Ribot, 25                  | Modifica les dades a Wikidata |
|        | casa al carrer Virgili, 63                                      | Barcelona Sant Andreu de Palomar             | edifici residencial                    | Estil: modernisme català | 41° 25′ 51″ N, 2° 11′ 37″ E / 41.43074417114258°N,2.193563938140869°E ca:Virgili, 63                                         |                                                      | Virgili, 63                         | Modifica les dades a Wikidata |
|        | casa del Carrer Gran 277-279                                    | Barcelona Sant Andreu de Palomar Sant Andreu | edifici residencial                    | Estil: arquitectura eclèctica | 41° 26′ 09″ N, 2° 11′ 23″ E / 41.43592834472656°N,2.1896109580993652°E ca:Gran de Sant Andreu, 277                           | bé amb protecció urbanística                         |                                     | Modifica les dades a Wikidata |
|        | casa del carrer Gran de Sant Andreu, 133                        | Barcelona Sant Andreu de Palomar Sant Andreu | edifici residencial edifici            | Estil: arquitectura eclèctica neogòtic                                                                                             | 41° 25′ 53″ N, 2° 11′ 21″ E / 41.43150329589844°N,2.1892518997192383°E ca:Gran de Sant Andreu, 133                           | bé amb protecció urbanística                         |                                     | Modifica les dades a Wikidata |
|        | conjunt d'habitatges unifamiliars rambla de Fabra i Puig, 14-24 | Sant Andreu                                  | edifici residencial conjunt d'edificis | Estil: arquitectura eclèctica | 41° 25′ 49″ N, 2° 11′ 19″ E / 41.43027°N,2.18866°E passeig de Fabra i Puig — 14-24                                           | bé amb protecció urbanística                         |                                     | Modifica les dades a Wikidata |
|        | edifici d'habitatges al carrer Pons i Gallarza, 78-82           | Sant Andreu Sant Andreu de Palomar           | edifici residencial                    | | 41° 26′ 09″ N, 2° 11′ 08″ E / 41.4357087071766°N,2.18545475122009°E                                                          | bé amb protecció urbanística                         | Pons i Gallarza, 78-82              | Modifica les dades a Wikidata |
|        | edifici de la Rambla Fabra i Puig, 22                           | Barcelona Sant Andreu de Palomar             | edifici residencial                    | Estil: arquitectura eclèctica | 41° 25′ 49″ N, 2° 11′ 19″ E / 41.43024826049805°N,2.188513994216919°E ca:Rambla Fabra i Puig, 22                             |                                                      |                                     | Modifica les dades a Wikidata |
|        | edifici de veïns al carrer Llenguadoc, 26-28                    | Sant Andreu Sant Andreu de Palomar           | edifici residencial edifici            | | 41° 25′ 52″ N, 2° 11′ 17″ E / 41.4312200987315°N,2.1881369514936°E                                                           | bé amb protecció urbanística                         |                                     | Modifica les dades a Wikidata |
|        | edifici del carrer Llenguadoc, 104                              | Barcelona Sant Andreu de Palomar             | edifici residencial                    | Estil: noucentisme | 41° 25′ 50″ N, 2° 11′ 07″ E / 41.430477142333984°N,2.1851980686187744°E ca:Llenguadoc, 104                                   |                                                      |                                     | Modifica les dades a Wikidata |
|        | habitatges de la Plaça Estació                                  | Barcelona Sant Andreu de Palomar             | edifici residencial                    | | 41° 26′ 09″ N, 2° 11′ 33″ E / 41.43594741821289°N,2.1924870014190674°E ca:L'Estació                                          |                                                      | Plaça de l'Estació, 1-10            | Modifica les dades a Wikidata |

## església
| imatge | Nom                                        | Ubicat a                         | instància de | Detalls                                                                               | coordenades                                                                                                   | Protecció                                                               | Commons (més fotos)                           | Dades a WD                    |
| ------ | ------------------------------------------ | -------------------------------- | ------------ | ------------------------------------------------------------------------------------- | --- | ----------------------------------------------------------------------- | --------------------------------------------- | ----------------------------- |
|        | Mare de Déu de l'Esperança                 | Barcelona Baró de Viver          | església     |                                                                                       | 41° 26′ 49″ N, 2° 12′ 03″ E / 41.4470051918994°N,2.20081278894773°E ca:Plaça de Veracruz, 1                   |                                                                         |                                               | Modifica les dades a Wikidata |
|        | Sant Andreu de Palomar                     | Sant Andreu de Palomar           | església     | Arquitecte: Pere Falqués i Urpí Josep Domènech i Estapà Estil: arquitectura eclèctica | 41° 26′ 11″ N, 2° 11′ 30″ E / 41.43625°N,2.19152778°E ca:Pl. Orfila, 5, Pont, 1-9, Cinca, 9-13, Segadors, 1-3 | bé integrant del patrimoni cultural català bé amb protecció urbanística | Església de Sant Andreu de Palomar, Barcelona | Modifica les dades a Wikidata |
|        | Sant Joan Bosco                            | Barcelona Navas                  | església     | Dedicat a: Joan Bosco                                                                 | 41° 25′ 06″ N, 2° 11′ 10″ E / 41.4182399224866°N,2.18604025770106°E ca:Plaça de Ferran Reyes, 2               |                                                                         | Església de Sant Joan Bosco de Barcelona      | Modifica les dades a Wikidata |
|        | Sant Joan de Mata                          | Barcelona Sant Andreu de Palomar | església     |                                                                                       | 41° 26′ 32″ N, 2° 11′ 16″ E / 41.4422929788369°N,2.18776278056702°E                                           |                                                                         |                                               | Modifica les dades a Wikidata |
|        | Santíssima Trinitat                        | Barcelona Trinitat Vella         | església     |                                                                                       | 41° 27′ 01″ N, 2° 11′ 27″ E / 41.4502866271527°N,2.19089554146088°E ca:Plaça de la Trinitat                   |                                                                         |                                               | Modifica les dades a Wikidata |
|        | el Bon Pastor                              | Barcelona Bon Pastor             | església     | Estil: historicisme arquitectònic                                                     | 41° 26′ 08″ N, 2° 12′ 15″ E / 41.4355533439875°N,2.20422092616012°E ca:Pg. d'Enric Sanchís, 2                 |                                                                         | Església del Bon Pastor (Sant Andreu)         | Modifica les dades a Wikidata |
|        | el Crist Rei                               | Barcelona la Sagrera             | església     | Estil: historicisme arquitectònic                                                     | 41° 25′ 26″ N, 2° 11′ 16″ E / 41.4237919626566°N,2.18780190913027°E ca:Plaça dels Jardins d'Elx               |                                                                         | Església de Crist Rei de Sant Andreu          | Modifica les dades a Wikidata |
|        | església del Col·legi Jesús, Maria i Josep | Barcelona Sant Andreu de Palomar | església     | Estil: arquitectura eclèctica                                                         | 41° 25′ 43″ N, 2° 11′ 30″ E / 41.4287°N,2.19154°E ca:Sant Sebastià, 51-55                                     | bé amb elements d'interès bé amb protecció urbanística                  |                                               | Modifica les dades a Wikidata |
|        | parròquia de Sant Pacià                    | Sant Andreu de Palomar           | església     | Arquitecte: Joan Torras i Guardiola Estil: historicisme arquitectònic neogòtic 1876   | 41° 25′ 53″ N, 2° 11′ 14″ E / 41.431373°N,2.18725°E ca:Vallès, 40 / Monges, 27-33 / Sòcrates, 33-45 28 msnm   | bé integrant del patrimoni cultural català bé amb protecció urbanística | Parròquia de Sant Pacià                       | Modifica les dades a Wikidata |
|        | parròquia de Sant Pius X                   | el Congrés i els Indians         | església     | Arquitecte: Josep Soteras i Mauri Estil: arquitectura moderna Dedicat a: Pius X       | 41° 25′ 35″ N, 2° 10′ 54″ E / 41.426337°N,2.181716°E ca:Cardenal Tedeschini, 52                               |                                                                         | Parròquia de Sant Pius X                      | Modifica les dades a Wikidata |

## estació de ferrocarril
| imatge | Nom                               | Ubicat a                         | instància de                                                            | Detalls                                                  | coordenades                                                                                     | Protecció | Commons (més fotos)                    | Dades a WD                    |
| ------ | --------------------------------- | -------------------------------- | ----------------------------------------------------------------------- | -------------------------------------------------------- | ----------------------------------------------------------------------------------------------- | --------- | -------------------------------------- | ----------------------------- |
|        | Estació d'Horta                   | Sant Andreu                      | estació de ferrocarril                                                  | Estat: enderrocat o destruït Anomenat per: riera d'Horta | 41° 25′ 37″ N, 2° 11′ 45″ E / 41.42694167°N,2.19580556°E                                        |           |                                        | Modifica les dades a Wikidata |
|        | Estació de Sagrera Mercaderies    | Barcelona la Sagrera             | estació de ferrocarril estació de mercaderies estructura arquitectònica |                                                          | 41° 25′ 08″ N, 2° 11′ 31″ E / 41.41877746582031°N,2.1919660568237305°E ca:Baixada de la Sagrera |           | Barcelona-Clot (Sagrera) train station | Modifica les dades a Wikidata |
|        | Estació de Sagrera-TAV            | Barcelona la Sagrera             | estació de ferrocarril                                                  | Arquitecte: Frank Gehry                                  | 41° 25′ 18″ N, 2° 11′ 37″ E / 41.421667°N,2.193611°E                                            |           | Barcelona-La Sagrera train station     | Modifica les dades a Wikidata |
|        | Estació de Santa Coloma (FBG)     | Barcelona Sant Andreu            | estació de ferrocarril                                                  |                                                          | 41° 27′ 11″ N, 2° 11′ 57″ E / 41.453007°N,2.199073°E                                            |           |                                        | Modifica les dades a Wikidata |
|        | Estació de la Sagrera - Meridiana | Sant Andreu Barcelona            | estació de ferrocarril estació subterrània baixador                     |                                                          | 41° 25′ 19″ N, 2° 11′ 13″ E / 41.422013888889°N,2.1869305555556°E                               |           |                                        | Modifica les dades a Wikidata |
|        | Fabra i Puig                      | Barcelona Sant Andreu de Palomar | estació de ferrocarril estació subterrània                              |                                                          | 41° 25′ 51″ N, 2° 10′ 59″ E / 41.4309°N,2.1831°E                                                |           |                                        | Modifica les dades a Wikidata |
|        | estació de Sant Andreu Comtal     | Barcelona Sant Andreu de Palomar | estació de ferrocarril estació en superfície                            | Estil: historicisme arquitectònic                        | 41° 26′ 10″ N, 2° 11′ 36″ E / 41.4361°N,2.1932°E ca:Plaça Estació                               |           | Barcelona Sant Andreu train station    | Modifica les dades a Wikidata |

## estació de metro
| imatge | Nom                       | Ubicat a                           | instància de                                         | Detalls                                | coordenades                                                           | Protecció | Commons (més fotos)         | Dades a WD                    |
| ------ | ------------------------- | ---------------------------------- | ---------------------------------------------------- | -------------------------------------- | --------------------------------------------------------------------- | --------- | --------------------------- | ----------------------------- |
|        | Estació de Baró de Viver  | Barcelona Baró de Viver            | estació de metro estació soterrada                   | 1983 Anomenat per: Baró de Viver       | 41° 26′ 55″ N, 2° 12′ 02″ E / 41.448538888889°N,2.2004444444444°E     |           | Baró de Viver metrostation  | Modifica les dades a Wikidata |
|        | Estació de Bon Pastor     | Barcelona Bon Pastor               | estació de metro estació soterrada                   | 2010 Anomenat per: Bon Pastor          | 41° 26′ 10″ N, 2° 12′ 19″ E / 41.436122°N,2.205308°E                  |           | Bon Pastor metrostation     | Modifica les dades a Wikidata |
|        | Estació de Congrés        | Barcelona el Congrés i els Indians | estació de metro estació soterrada                   | Anomenat per: el Congrés i els Indians | 41° 25′ 24″ N, 2° 10′ 50″ E / 41.42333333°N,2.18055556°E              |           | Congrés metrostation        | Modifica les dades a Wikidata |
|        | Estació de Navas          | Barcelona Navas                    | estació de metro estació soterrada solució Barcelona |                                        | 41° 24′ 56″ N, 2° 11′ 13″ E / 41.41555556°N,2.18694444°E              |           | Navas metrostation          | Modifica les dades a Wikidata |
|        | Estació de Trinitat Vella | Barcelona Trinitat Vella           | estació de metro estació soterrada                   | 1983 Anomenat per: Trinitat Vella      | 41° 26′ 57″ N, 2° 11′ 37″ E / 41.4491°N,2.19368°E                     |           | Trinitat Vella metrostation | Modifica les dades a Wikidata |
|        | Estació de la Sagrera     | Sant Andreu                        | estació de metro estació soterrada                   | Anomenat per: la Sagrera               | 41° 25′ 21″ N, 2° 11′ 13″ E / 41.4225°N,2.186944°E avinguda Meridiana |           | La Sagrera metrostation     | Modifica les dades a Wikidata |
|        | Fabra i Puig              | Barcelona Sant Andreu de Palomar   | estació de metro estació soterrada solució Barcelona | Anomenat per: passeig de Fabra i Puig  | 41° 25′ 50″ N, 2° 11′ 00″ E / 41.430594444444°N,2.1832333333333°E     |           | Fabra i Puig metrostation   | Modifica les dades a Wikidata |
|        | Sant Andreu               | Barcelona Sant Andreu de Palomar   | estació de metro estació soterrada solució Barcelona | 1968 Anomenat per: Sant Andreu         | 41° 26′ 09″ N, 2° 11′ 29″ E / 41.435961111111°N,2.19125°E             |           | Sant Andreu metro station   | Modifica les dades a Wikidata |
|        | Torras i Bages            | Barcelona Sant Andreu de Palomar   | estació de metro estació soterrada                   |                                        | 41° 26′ 31″ N, 2° 11′ 26″ E / 41.4419°N,2.19056°E                     |           | Torras i Bages metrostation | Modifica les dades a Wikidata |

## estructura arquitectònica
| imatge | Nom                                     | Ubicat a                         | instància de                            | Detalls | coordenades                                                                                          | Protecció | Commons (més fotos)                     | Dades a WD                    |
| ------ | --------------------------------------- | -------------------------------- | --------------------------------------- | ------- | --- | --------- | --------------------------------------- | ----------------------------- |
|        | Centre Cívic Baró de Viver              | Barcelona Baró de Viver          | estructura arquitectònica edifici       |         | 41° 26′ 46″ N, 2° 12′ 02″ E / 41.44618225097656°N,2.2004640102386475°E ca:Quito, 8                   |           |                                         | Modifica les dades a Wikidata |
|        | creu de terme de Sant Andreu (rèplica)  | Barcelona Trinitat Vella         | estructura arquitectònica creu de terme |         | 41° 26′ 57″ N, 2° 11′ 22″ E / 41.4490966796875°N,2.189500093460083°E ca:Turó de la Trinitat / Tossal |           |                                         | Modifica les dades a Wikidata |
|        | les Cotxeres (Centre Cívic Sant Andreu) | Barcelona Sant Andreu de Palomar | estructura arquitectònica edifici       |         | 41° 25′ 51″ N, 2° 11′ 22″ E / 41.43083572387695°N,2.189404010772705°E ca:Gran de Sant Andreu, 111    |           | Les Cotxeres (Centre Cívic Sant Andreu) | Modifica les dades a Wikidata |

## font
| imatge | Nom                              | Ubicat a               | instància de | Detalls                                                  | coordenades                                                                                        | Protecció               | Commons (més fotos)              | Dades a WD                    |
| ------ | -------------------------------- | ---------------------- | ------------ | -------------------------------------------------------- | -------------------------------------------------------------------------------------------------- | ----------------------- | -------------------------------- | ----------------------------- |
|        | Font cibernètica de Can Fabra    | Sant Andreu de Palomar | font         |                                                          | 41° 26′ 03″ N, 2° 11′ 30″ E / 41.43416°N,2.19171°E ca:Segre, 30S i Sant Adrià, 21S (Pl. Can Fabra) | art públic de Barcelona | Font cibernètica de Can Fabra    | Modifica les dades a Wikidata |
|        | font de Can Gaig                 | la Sagrera             | font         | Creador: Antoni Rovira i Trias 1865 Estat: restaurat     | 41° 25′ 21″ N, 2° 11′ 29″ E / 41.422627°N,2.191448°E                                               | art públic de Barcelona | Font de Can Gaig                 | Modifica les dades a Wikidata |
|        | font de l'Assemblea de Catalunya | Barcelona Sant Andreu  | font         |                                                          | 41° 25′ 30″ N, 2° 11′ 18″ E / 41.42491°N,2.1882°E                                                  | art públic de Barcelona | Font de l'Assemblea de Catalunya | Modifica les dades a Wikidata |
|        | font de la plaça d'Islàndia      | Navas                  | font         | Creador: Andreu Arriola Madorell Carme Fiol i Costa 1995 | 41° 25′ 02″ N, 2° 11′ 19″ E / 41.41713°N,2.18866°E ca:Plaça d'Islàndia                             | art públic de Barcelona | Font de la plaça d'Islàndia      | Modifica les dades a Wikidata |

## fàbrica
| imatge | Nom           | Ubicat a               | instància de                   | Detalls                        | coordenades | Protecció                                                               | Commons (més fotos) | Dades a WD                    |
| ------ | ------------- | ---------------------- | ------------------------------ | ------------------------------ | --- | ----------------------------------------------------------------------- | ------------------- | ----------------------------- |
|        | Fabra i Coats | Sant Andreu de Palomar | fàbrica recinte Ús: equipament | Estil: arquitectura industrial | 41° 25′ 59″ N, 2° 11′ 26″ E / 41.43295°N,2.19064°E ca:Sant Adrià, 14-16 i 20, Parellada, 7-11 i 13-23 ca:Gran de Sant Andreu, 196-200 | bé integrant del patrimoni cultural català bé amb protecció urbanística | Fabra i Coats       | Modifica les dades a Wikidata |
|        | Nau Bostik    | la Sagrera             | fàbrica Ús: Espai de creació   |                                | 41° 25′ 29″ N, 2° 11′ 35″ E / 41.424627°N,2.193001°E ca:Ferran Turné, 11                                                              |                                                                         | Nau Bostik          | Modifica les dades a Wikidata |

## jardí públic
| imatge | Nom                       | Ubicat a                                                                                                   | instància de | Detalls                | coordenades | Protecció | Commons (més fotos)     | Dades a WD                    |
| ------ | ------------------------- | --- | ------------ | ---------------------- | --- | --------- | ----------------------- | ----------------------------- |
|        | Jardins de Massana        | el Congrés i els Indians                                                                                   | jardí públic |                        | 41° 25′ 37″ N, 2° 10′ 46″ E / 41.426944444444°N,2.1794444444444°E ca:Felip II, 208-210I / Espiga, 8-I10I, Sant Pasqual Bailón, 8I-10I / Cardenal Tedeschini, 73I-75I 44 msnm |           | Jardins de Massana      | Modifica les dades a Wikidata |
|        | Parc Fluvial del Besòs    | Montcada i Reixac Santa Coloma de Gramenet Sant Adrià de Besòs Barcelona Nou Barris Sant Andreu Sant Martí | jardí públic | Superfície: 112.92ha   | 41° 25′ 49″ N, 2° 12′ 53″ E / 41.43027778°N,2.21472222°E |           | Parc Fluvial del Besòs  | Modifica les dades a Wikidata |
|        | Parc d'Antoni Santiburcio | Sant Andreu de Palomar                                                                                     | jardí públic | 2018 Superfície: 1.2ha | 41° 26′ 38″ N, 2° 11′ 21″ E / 41.44392°N,2.18913°E ca:Carrer Gran de Sant Andreu, 484                                                                                        |           | Parc Antoni Santiburcio | Modifica les dades a Wikidata |

## masia
| imatge | Nom            | Ubicat a                 | instància de      | Detalls                                                          | coordenades | Protecció                                  | Commons (més fotos)          | Dades a WD                    |
| ------ | -------------- | ------------------------ | ----------------- | ---------------------------------------------------------------- | --- | ------------------------------------------ | ---------------------------- | ----------------------------- |
|        | Ca l'Oller     | Barcelona Trinitat Vella | masia             |                                                                  | 41° 27′ 06″ N, 2° 11′ 36″ E / 41.4516°N,2.19342°E                                                                                       |                                            |                              | Modifica les dades a Wikidata |
|        | Can Milans     | Barcelona la Sagrera     | masia             | Estil: arquitectura popular Estat: enderrocat o destruït         | 41° 25′ 15″ N, 2° 11′ 21″ E / 41.4208°N,2.18911°E                                                                                       | bé integrant del patrimoni cultural català |                              | Modifica les dades a Wikidata |
|        | Can Ros        | el Congrés i els Indians | masia             | Estil: neoclassicisme                                            | 41° 25′ 34″ N, 2° 11′ 00″ E / 41.425984°N,2.18321°E ca:Cardenal Tedeschini, 32 i Can Ros, 26-30                                         | bé cultural d'interès local                | Ca l'Armera                  | Modifica les dades a Wikidata |
|        | Can Tisó       | Barcelona Sant Andreu    | masia             |                                                                  | |                                            | Can Tisó                     | Modifica les dades a Wikidata |
|        | Torre del Fang | Navas                    | masia casa pairal | Estil: arquitectura gòtica arquitectura popular Estat: abandonat | 41° 24′ 56″ N, 2° 11′ 29″ E / 41.415646°N,2.191357°E ca:Clot, 228-264 i Espronceda, 296                                                 | bé cultural d'interès local                | Torre del Fang               | Modifica les dades a Wikidata |
|        | les Carasses   | Sant Andreu de Palomar   | masia             | Estil: arquitectura neoclàssica                                  | 41° 26′ 29″ N, 2° 11′ 29″ E / 41.441488°N,2.191311°E ca:Pg. Torras i Bages, 108, Valentí Iglesias, 21-25, Palomar, 52-56 i Cinca, 75-95 | bé cultural d'interès local                | Grup Escolar Ignasi Iglésias | Modifica les dades a Wikidata |

## mercat cobert
| imatge | Nom                   | Ubicat a               | instància de                            | Detalls | coordenades                                                                            | Protecció | Commons (més fotos)   | Dades a WD                    |
| ------ | --------------------- | ---------------------- | --------------------------------------- | ------- | -------------------------------------------------------------------------------------- | --------- | --------------------- | ----------------------------- |
|        | Mercat de Felip II    | Barcelona la Sagrera   | mercat cobert                           |         | 41° 25′ 20″ N, 2° 11′ 06″ E / 41.42219161987305°N,2.185067892074585°E ca:Felip II, 118 |           | Mercat de Felip II    | Modifica les dades a Wikidata |
|        | Mercat de Sant Andreu | Sant Andreu de Palomar | mercat cobert                           |         | 41° 26′ 05″ N, 2° 11′ 18″ E / 41.43476111111111°N,2.1884°E ca:Plaça del Mercadal       |           | Mercat de Sant Andreu | Modifica les dades a Wikidata |
|        | Mercat del Bon Pastor | Barcelona Bon Pastor   | mercat cobert estructura arquitectònica |         | 41° 26′ 09″ N, 2° 12′ 22″ E / 41.43584°N,2.20611°E ca:Carrer de Sant Adrià, 154-162    |           | Mercat del Bon Pastor | Modifica les dades a Wikidata |

## monument
| imatge | Nom                          | Ubicat a                         | instància de | Detalls | coordenades                                                                                               | Protecció | Commons (més fotos)   | Dades a WD                    |
| ------ | ---------------------------- | -------------------------------- | ------------ | ------- | --- | --------- | --------------------- | ----------------------------- |
|        | Alt Relleu la Família        | Barcelona Sant Andreu de Palomar | monument     |         | 41° 26′ 00″ N, 2° 11′ 03″ E / 41.43321990966797°N,2.1840929985046387°E ca:Concepción Arenal, 299          |           | Alt relleu la Família | Modifica les dades a Wikidata |
|        | Escultura Les nostres arrels | Barcelona la Sagrera             | monument     |         | 41° 25′ 30″ N, 2° 11′ 18″ E / 41.4249267578125°N,2.188282012939453°E ca:Plaça de l’Assemblea de Catalunya |           |                       | Modifica les dades a Wikidata |
|        | Monument a les Cases Barates | Barcelona Baró de Viver          | monument     |         | 41° 26′ 51″ N, 2° 11′ 52″ E / 41.447601318359375°N,2.1977028846740723°E ca:Rambla Ciutat d'Asunción       |           |                       | Modifica les dades a Wikidata |
|        | Planimetria 73r              | Barcelona Navas                  | monument     |         | 41° 25′ 03″ N, 2° 11′ 20″ E / 41.41756820678711°N,2.1888980865478516°E ca:Carrer Bofarull, 38             |           |                       | Modifica les dades a Wikidata |
|        | pont de les Maletes          | Barcelona Baró de Viver          | monument     |         | 41° 26′ 47″ N, 2° 12′ 04″ E / 41.44633865356445°N,2.2010090351104736°E ca:Plaça Cívica Baró de Viver      |           |                       | Modifica les dades a Wikidata |

## mural
| imatge | Nom                                  | Ubicat a                                     | instància de | Detalls | coordenades                                        | Protecció               | Commons (més fotos)                  | Dades a WD                    |
| ------ | ------------------------------------ | -------------------------------------------- | ------------ | ------- | -------------------------------------------------- | ----------------------- | ------------------------------------ | ----------------------------- |
|        | Mural de la Memòria de Baró de Viver | Baró de Viver                                | mural        |         | 41° 26′ 54″ N, 2° 11′ 58″ E / 41.44845°N,2.19931°E | art públic de Barcelona | Mural de la Memòria de Baró de Viver | Modifica les dades a Wikidata |
|        | Mural de la Pomera                   | Barcelona Sant Andreu Sant Andreu de Palomar | mural        |         | 41° 26′ 02″ N, 2° 11′ 19″ E / 41.43397°N,2.18866°E | art públic de Barcelona | Mural de la Pomera                   | Modifica les dades a Wikidata |

## obra escultòrica
| imatge | Nom                                              | Ubicat a                                     | instància de                          | Detalls                           | coordenades                                                                                                 | Protecció               | Commons (més fotos)                                        | Dades a WD                    |
| ------ | ------------------------------------------------ | -------------------------------------------- | ------------------------------------- | --------------------------------- | --- | ----------------------- | ---------------------------------------------------------- | ----------------------------- |
|        | A Ignasi Iglésias                                | Barcelona Sant Andreu Sant Andreu de Palomar | obra escultòrica                      |                                   | 41° 26′ 04″ N, 2° 11′ 30″ E / 41.43432°N,2.19167°E ca:Segre, 24                                             | art públic de Barcelona | A Ignasi Iglésias (Ferran Bach-Esteve)                     | Modifica les dades a Wikidata |
|        | Al 50è aniversari del Club de Futbol Sant Andreu | Barcelona Sant Andreu Sant Andreu de Palomar | obra escultòrica                      |                                   | 41° 25′ 41″ N, 2° 11′ 34″ E / 41.42814°N,2.19264°E                                                          | art públic de Barcelona | Al 50è Aniversari del Club de Futbol Sant Andreu           | Modifica les dades a Wikidata |
|        | Al doctor Ferran                                 | Barcelona Sant Andreu                        | obra escultòrica                      | Creador: Josep Cañas i Cañas      | 41° 25′ 25″ N, 2° 10′ 41″ E / 41.42366°N,2.1781°E ca:Pg. Maragall, 156                                      | art públic de Barcelona | Al Doctor Ferran (Josep Cañas)                             | Modifica les dades a Wikidata |
|        | Bust de la Dama d'Elx                            | Barcelona Sant Andreu                        | obra escultòrica                      | Estil: historicisme arquitectònic | 41° 25′ 22″ N, 2° 11′ 17″ E / 41.42287°N,2.18792°E ca:Plaça dels Jardins d'Elx                              | art públic de Barcelona | Dama d'Elx (Plaça dels Jardins d'Elx)                      | Modifica les dades a Wikidata |
|        | Cavalls desbocats                                | Trinitat Vella                               | obra escultòrica                      |                                   | 41° 26′ 56″ N, 2° 11′ 45″ E / 41.44898°N,2.19584°E ca:Parc de la Trinitat                                   | art públic de Barcelona | Cavalls desbocats (Joaquim Ros)                            | Modifica les dades a Wikidata |
|        | Dama d'Elx                                       | Barcelona Sant Andreu                        | obra escultòrica relleu               | Estat: enderrocat o destruït      | | art públic de Barcelona |                                                            | Modifica les dades a Wikidata |
|        | Dona que es banya                                | Trinitat Vella                               | obra escultòrica                      |                                   | 41° 26′ 55″ N, 2° 11′ 48″ E / 41.44859°N,2.19674°E ca:Parc de la Trinitat                                   | art públic de Barcelona | Dona que es banya (Rafael Bartolozzi)                      | Modifica les dades a Wikidata |
|        | El color ens afecta                              | Barcelona Sant Andreu Sant Andreu de Palomar | obra escultòrica                      |                                   | 41° 25′ 47″ N, 2° 11′ 37″ E / 41.429711°N,2.19365°E                                                         | art públic de Barcelona | El color ens afecta                                        | Modifica les dades a Wikidata |
|        | Els murals del Bon Pastor                        | Bon Pastor                                   | obra escultòrica                      |                                   | 41° 26′ 07″ N, 2° 12′ 14″ E / 41.43517°N,2.20401°E                                                          | art públic de Barcelona | Els murals del Bon Pastor                                  | Modifica les dades a Wikidata |
|        | Homenatge a Joan Miró                            | Barcelona Sant Andreu Sant Andreu de Palomar | obra escultòrica                      |                                   | 41° 26′ 02″ N, 2° 11′ 21″ E / 41.43398°N,2.18927°E                                                          | art públic de Barcelona | Homenatge a Joan Miró (Sant Andreu)                        | Modifica les dades a Wikidata |
|        | L'obelisc del Bon Pastor                         | Bon Pastor                                   | obra escultòrica                      |                                   | 41° 26′ 10″ N, 2° 12′ 29″ E / 41.43603°N,2.20807°E ca:Carrer de Sant Adrià, 168, interior de l'illa         | art públic de Barcelona | L'obelisc del Bon Pastor                                   | Modifica les dades a Wikidata |
|        | La premsa de vi                                  | Barcelona Sant Andreu Sant Andreu de Palomar | obra escultòrica                      |                                   | 41° 26′ 17″ N, 2° 11′ 07″ E / 41.4381°N,2.18534°E                                                           | art públic de Barcelona | Premsa de vi de Can Xandri                                 | Modifica les dades a Wikidata |
|        | Llibres                                          | Barcelona Sant Andreu Sant Andreu de Palomar | obra escultòrica                      | Creador: Joan Mora Soler          | 41° 26′ 03″ N, 2° 11′ 28″ E / 41.43417°N,2.19124°E                                                          | art públic de Barcelona | Llibres (Joan Mora)                                        | Modifica les dades a Wikidata |
|        | M1 URB I BCN                                     | Barcelona Sant Andreu                        | obra escultòrica                      |                                   | 41° 25′ 16″ N, 2° 11′ 12″ E / 41.42098°N,2.18665°E                                                          | art públic de Barcelona | M1 URB I BCN (La Sagrera)                                  | Modifica les dades a Wikidata |
|        | Maternitat                                       | Barcelona Sant Andreu                        | obra escultòrica                      | Estil: noucentisme                | 41° 25′ 32″ N, 2° 10′ 51″ E / 41.42562°N,2.18074°E ca:Plaça del Congrés Eucarístic                          | art públic de Barcelona | Maternitat (Jacinto Bustos Vasallo)                        | Modifica les dades a Wikidata |
|        | Mosaics del carrer Gran de Sant Andreu           | Barcelona Sant Andreu Sant Andreu de Palomar | obra escultòrica                      |                                   | 41° 25′ 56″ N, 2° 11′ 22″ E / 41.43227°N,2.18942°E                                                          | art públic de Barcelona | Mosaics del Carrer Gran de Sant Andreu                     | Modifica les dades a Wikidata |
|        | Mossèn Clapés                                    | Barcelona Sant Andreu                        | obra escultòrica                      | Creador: Joan Mora Soler          | | art públic de Barcelona |                                                            | Modifica les dades a Wikidata |
|        | Museu Macosa MTM                                 | Bon Pastor                                   | obra escultòrica                      |                                   | 41° 26′ 12″ N, 2° 11′ 45″ E / 41.4367861645°N,2.1958011°E ca:Carrer de Ferran Junoy (Parc de la Maquinista) | art públic de Barcelona | Museu Macosa MTM                                           | Modifica les dades a Wikidata |
|        | Sense títol                                      | Barcelona Sant Andreu                        | obra escultòrica untitled work of art | Creador: Ellsworth Kelly 1987     | 41° 25′ 04″ N, 2° 11′ 28″ E / 41.4179°N,2.19109°E ca:Plaça del General Moragues                             | art públic de Barcelona | Sculptures by Ellsworth Kelly (Plaça del General Moragues) | Modifica les dades a Wikidata |
|        | Yo, América                                      | Bon Pastor                                   | obra escultòrica                      |                                   | 41° 26′ 37″ N, 2° 12′ 22″ E / 41.443489°N,2.20613837°E ca:Plaça de Monterrey                                | art públic de Barcelona | Yo, América (Alberto Cavazos)                              | Modifica les dades a Wikidata |

## oficina de farmàcia
| imatge | Nom                                            | Ubicat a                           | instància de                                  | Detalls                             | coordenades                                                                                   | Protecció                    | Commons (més fotos) | Dades a WD                    |
| ------ | ---------------------------------------------- | ---------------------------------- | --------------------------------------------- | ----------------------------------- | --------------------------------------------------------------------------------------------- | ---------------------------- | ------------------- | ----------------------------- |
|        | Farmàcia Busquet                               | Barcelona Sant Andreu de Palomar   | oficina de farmàcia estructura arquitectònica | Estil: art déco                     | 41° 26′ 09″ N, 2° 11′ 06″ E / 41.43569564819336°N,2.1850619316101074°E ca:Pons i Gallarza, 92 |                              |                     | Modifica les dades a Wikidata |
|        | Farmàcia Franquesa (antiga Farmàcia Roviralta) | Sant Andreu Sant Andreu de Palomar | oficina de farmàcia                           |                                     | 41° 26′ 07″ N, 2° 11′ 23″ E / 41.43516°N,2.1898°E ca:C Gran de Sant Andreu, 256 260           | bé amb protecció urbanística |                     | Modifica les dades a Wikidata |
|        | farmàcia Guinart                               | Sant Andreu de Palomar             | oficina de farmàcia                           | Estil: arquitectura modernista 1896 | 41° 26′ 13″ N, 2° 11′ 23″ E / 41.437059°N,2.189709°E ca:Gran de Sant Andreu, 306 25 msnm      | bé cultural d'interès local  | Farmàcia Guinart    | Modifica les dades a Wikidata |

## parc
| imatge | Nom                                  | Ubicat a                 | instància de      | Detalls                                                                                     | coordenades                                                                      | Protecció                                  | Commons (més fotos)   | Dades a WD                    |
| ------ | ------------------------------------ | ------------------------ | ----------------- | ------------------------------------------------------------------------------------------- | -------------------------------------------------------------------------------- | ------------------------------------------ | --------------------- | ----------------------------- |
|        | Parc de La Maquinista de Sant Andreu | Bon Pastor               | parc              | Anomenat per: La Maquinista Terrestre i Marítima                                            | 41° 26′ 12″ N, 2° 11′ 45″ E / 41.43678°N,2.195918°E ca:Ferran Junoy i Pg. Havana |                                            | Parc de la Maquinista | Modifica les dades a Wikidata |
|        | Parc de la Pegaso                    | la Sagrera               | parc              | Arquitecte: Enric Batlle i Durany Joan Roig i Duran Superfície: 3.65ha Anomenat per: Pegaso | 41° 25′ 38″ N, 2° 11′ 20″ E / 41.427142°N,2.188894°E ca:Sagrera, 179-197         |                                            | Parc de la Pegaso     | Modifica les dades a Wikidata |
|        | Parc de la Trinitat                  | Barcelona Trinitat Vella | parc jardí públic | Superfície: 8ha Anomenat per: Nus de la Trinitat                                            | 41° 26′ 57″ N, 2° 11′ 44″ E / 41.449222°N,2.195522°E ca:Santa Coloma, 60         | bé integrant del patrimoni cultural català | Parc de la Trinitat   | Modifica les dades a Wikidata |

## placa commemorativa
| imatge | Nom                                                      | Ubicat a                         | instància de                                  | Detalls | coordenades                                                                                           | Protecció               | Commons (més fotos)                           | Dades a WD                    |
| ------ | -------------------------------------------------------- | -------------------------------- | --------------------------------------------- | ------- | --- | ----------------------- | --------------------------------------------- | ----------------------------- |
|        | Albert Badia                                             | Barcelona la Sagrera             | placa commemorativa                           |         | 41° 25′ 40″ N, 2° 11′ 37″ E / 41.42789°N,2.19353°E                                                    | art públic de Barcelona |                                               | Modifica les dades a Wikidata |
|        | Als obrers de Pegaso                                     | Barcelona la Sagrera             | placa commemorativa                           |         | 41° 25′ 38″ N, 2° 11′ 25″ E / 41.427262°N,2.19028115°E Parc de la Pegaso                              | art públic de Barcelona |                                               | Modifica les dades a Wikidata |
|        | Aniversari Pegaso                                        | Barcelona la Sagrera             | placa commemorativa                           |         | 41° 25′ 38″ N, 2° 11′ 25″ E / 41.4273169°N,2.19028115°E Parc de la Pegaso                             | art públic de Barcelona |                                               | Modifica les dades a Wikidata |
|        | Aureli Maria Escarré i Jané                              | Barcelona Sant Andreu de Palomar | placa commemorativa                           |         | 41° 25′ 49″ N, 2° 11′ 28″ E / 41.43025°N,2.19118°E                                                    | art públic de Barcelona |                                               | Modifica les dades a Wikidata |
|        | Bar Restaurant Versalles                                 | Barcelona Sant Andreu de Palomar | placa commemorativa                           |         | 41° 26′ 07″ N, 2° 11′ 23″ E / 41.43536°N,2.18963°E                                                    | art públic de Barcelona | The Year of the Commerce plaques in Barcelona | Modifica les dades a Wikidata |
|        | Concurs guarniment de carrers                            | Barcelona Sant Andreu de Palomar | placa commemorativa                           |         | 41° 25′ 53″ N, 2° 11′ 22″ E / 41.43142°N,2.18951°E                                                    | art públic de Barcelona |                                               | Modifica les dades a Wikidata |
|        | ENASA                                                    | Barcelona la Sagrera             | placa commemorativa                           |         | 41° 25′ 36″ N, 2° 11′ 23″ E / 41.426739°N,2.1898493°E Parc de la Pegaso                               | art públic de Barcelona |                                               | Modifica les dades a Wikidata |
|        | Francesc Baliarda                                        | Barcelona Sant Andreu de Palomar | placa commemorativa                           |         | 41° 26′ 12″ N, 2° 11′ 18″ E / 41.43654513°N,2.1884652972°E                                            | art públic de Barcelona |                                               | Modifica les dades a Wikidata |
|        | Germans Fabra i Puig                                     | Barcelona Sant Andreu de Palomar | placa commemorativa                           |         | 41° 25′ 49″ N, 2° 11′ 22″ E / 41.43024°N,2.18956°E                                                    | art públic de Barcelona |                                               | Modifica les dades a Wikidata |
|        | Ignasi Iglésias                                          | Barcelona Sant Andreu de Palomar | placa commemorativa                           |         | 41° 26′ 01″ N, 2° 11′ 17″ E / 41.4336°N,2.18804°E                                                     | art públic de Barcelona |                                               | Modifica les dades a Wikidata |
|        | Ignasi Iglésias                                          | Barcelona Sant Andreu de Palomar | placa commemorativa                           |         | 41° 26′ 01″ N, 2° 11′ 17″ E / 41.4336°N,2.18804°E                                                     | art públic de Barcelona |                                               | Modifica les dades a Wikidata |
|        | Jardins de la Casa Bloc                                  | Barcelona Sant Andreu de Palomar | placa commemorativa                           |         | 41° 26′ 29″ N, 2° 11′ 24″ E / 41.44127°N,2.1899431°E                                                  | art públic de Barcelona |                                               | Modifica les dades a Wikidata |
|        | Montserrat Roca i Baltà                                  | Barcelona Sant Andreu de Palomar | placa commemorativa                           |         | 41° 25′ 53″ N, 2° 11′ 36″ E / 41.43125°N,2.1934°E                                                     | art públic de Barcelona |                                               | Modifica les dades a Wikidata |
|        | Ramon Batlle i Ribas                                     | Barcelona Sant Andreu de Palomar | placa commemorativa                           |         | 41° 25′ 55″ N, 2° 11′ 22″ E / 41.43189°N,2.18946°E                                                    | art públic de Barcelona |                                               | Modifica les dades a Wikidata |
|        | Sant Andreu a Joan Miró                                  | Barcelona Sant Andreu de Palomar | placa commemorativa                           |         | 41° 26′ 08″ N, 2° 11′ 24″ E / 41.43555°N,2.18994°E                                                    | art públic de Barcelona |                                               | Modifica les dades a Wikidata |
|        | inscripció del segle XVIII al carrer Gran de Sant Andreu | Barcelona Sant Andreu de Palomar | placa commemorativa estructura arquitectònica |         | 41° 26′ 13″ N, 2° 11′ 23″ E / 41.43695831298828°N,2.189594030380249°E ca:Gran de Sant Andreu, 311-315 |                         |                                               | Modifica les dades a Wikidata |

## plaça
| imatge | Nom                   | Ubicat a                                             | instància de       | Detalls                              | coordenades                                                                            | Protecció                    | Commons (més fotos)           | Dades a WD                    |
| ------ | --------------------- | ---------------------------------------------------- | ------------------ | ------------------------------------ | -------------------------------------------------------------------------------------- | ---------------------------- | ----------------------------- | ----------------------------- |
|        | plaça Masadas         | la Sagrera                                           | plaça conjunt urbà |                                      | 41° 25′ 29″ N, 2° 11′ 25″ E / 41.42475509643555°N,2.190162897109986°E ca:Plaça Masadas | bé amb protecció urbanística | Plaça de Masadas              | Modifica les dades a Wikidata |
|        | plaça d'Islàndia      | Navas                                                | plaça              | Anomenat per: Islàndia               | 41° 25′ 01″ N, 2° 11′ 19″ E / 41.41706576601419°N,2.188611155700138°E                  |                              | Plaça d'Islàndia              | Modifica les dades a Wikidata |
|        | plaça de Ferran Reyes | Barcelona Navas                                      | plaça              |                                      |                                                                                        |                              |                               | Modifica les dades a Wikidata |
|        | plaça de Maragall     | Barcelona el Guinardó el Congrés i els Indians Navas | plaça              | Anomenat per: Joan Maragall i Gorina | 41° 25′ 12″ N, 2° 10′ 51″ E / 41.420091617397574°N,2.180823797309857°E                 |                              | Plaça de Maragall (Barcelona) | Modifica les dades a Wikidata |
|        | plaça del Rom Cremat  | el Congrés i els Indians                             | plaça              | Anomenat per: cremat                 | 41° 25′ 20″ N, 2° 10′ 59″ E / 41.422134352215465°N,2.1830934579389214°E                |                              | Plaça del Rom Cremat          | Modifica les dades a Wikidata |

## polígon industrial
| imatge | Nom                                                       | Ubicat a              | instància de       | Detalls | coordenades                                                         | Protecció | Commons (més fotos) | Dades a WD                    |
| ------ | --------------------------------------------------------- | --------------------- | ------------------ | ------- | ------------------------------------------------------------------- | --------- | ------------------- | ----------------------------- |
|        | Polígon industrial Verneda Industrial-Torrent d'Estadella | Barcelona Sant Andreu | polígon industrial |         | 41° 25′ 43″ N, 2° 12′ 00″ E / 41.4284808994896°N,2.20009453186897°E |           |                     | Modifica les dades a Wikidata |
|        | Polígon industrial del Besòs                              | Barcelona Sant Andreu | polígon industrial |         | 41° 26′ 35″ N, 2° 12′ 04″ E / 41.4429908798427°N,2.20124511118881°E |           |                     | Modifica les dades a Wikidata |
|        | Polígon industrial del Bon Pastor                         | Barcelona Sant Andreu | polígon industrial |         | 41° 26′ 32″ N, 2° 12′ 17″ E / 41.4421690469281°N,2.20483439917885°E |           |                     | Modifica les dades a Wikidata |

## pont
| imatge | Nom                  | Ubicat a                                       | instància de                   | Detalls                                                                                                  | coordenades | Protecció                                  | Commons (més fotos)      | Dades a WD                    |
| ------ | -------------------- | ---------------------------------------------- | ------------------------------ | --- | --- | ------------------------------------------ | ------------------------ | ----------------------------- |
|        | Pont de Bac de Roda  | Sant Andreu                                    | pont                           | Arquitecte: Santiago Calatrava Valls 1987 Travessa: línia Barcelona-Girona-Portbou Llarg: 128m Llum: 45m | 41° 24′ 58″ N, 2° 11′ 33″ E / 41.4162°N,2.1924°E ca:Felip II / Bac de Roda                                                     | bé integrant del patrimoni cultural català | Pont de Bac de Roda      | Modifica les dades a Wikidata |
|        | Pont de Can Peixauet | Santa Coloma de Gramenet Bon Pastor            | pont pont atirantat            | 1992-10 Travessa: Besòs Hi passa: carrer Potosí Llarg: 137.9m Ample: 35m                                 | 41° 26′ 37″ N, 2° 12′ 26″ E / 41.4436°N,2.2072°E ca:Av. Can Peixauet                                                           |                                            | Pont de Can Peixauet     | Modifica les dades a Wikidata |
|        | Pont de Santa Coloma | Santa Coloma de Gramenet Barcelona Sant Andreu | pont                           | 1953-07-18 Travessa: Besòs Hi passa: passeig de Santa Coloma Llarg: 170m Llum: 33.5m                     | 41° 26′ 57″ N, 2° 12′ 07″ E / 41.449246°N,2.201988°E                                                                           |                                            | Pont de Santa Coloma     | Modifica les dades a Wikidata |
|        | Pont del Dragó       | Porta la Prosperitat Sant Andreu de Palomar    | pont                           | 1862 Hi passa: avinguda Meridiana                                                                        | 41° 26′ 23″ N, 2° 11′ 08″ E / 41.439714820685914°N,2.1854433649888954°E                                                        |                                            | Pont del Dragó           | Modifica les dades a Wikidata |
|        | Pont del Molinet     | Barcelona Santa Coloma de Gramenet Bon Pastor  | pont                           | Travessa: Besòs                                                                                          | 41° 26′ 11″ N, 2° 12′ 36″ E / 41.4364842736675°N,2.20990706429735°E                                                            |                                            | Pont del Molinet (Besòs) | Modifica les dades a Wikidata |
|        | Pont del Treball     | Barcelona la Sagrera                           | pont                           | Travessa: línia Barcelona-Girona-Portbou Estat: enderrocat o destruït                                    | 41° 25′ 22″ N, 2° 11′ 37″ E / 41.4227888518009°N,2.19373809174337°E                                                            |                                            |                          | Modifica les dades a Wikidata |
|        | pont de Sarajevo     | Barcelona Trinitat Vella                       | pont estructura arquitectònica | Travessa: avinguda Meridiana                                                                             | 41° 27′ 06″ N, 2° 11′ 20″ E / 41.451568603515625°N,2.188991069793701°E ca:Damunt la Meridiana, a l'alçada del carrer Almassora |                                            |                          | Modifica les dades a Wikidata |

## séquia
| imatge | Nom                      | Ubicat a                                                                                | instància de | Detalls                     | coordenades                                                  | Protecció                    | Commons (més fotos) | Dades a WD                    |
| ------ | ------------------------ | --------------------------------------------------------------------------------------- | ------------ | --------------------------- | ------------------------------------------------------------ | ---------------------------- | ------------------- | ----------------------------- |
|        | Rec Comtal               | Vallbona Sant Andreu de Palomar Sant Pere, Santa Caterina i la Ribera Montcada i Reixac | séquia       | Estil: arquitectura popular | 41° 27′ 58″ N, 2° 11′ 12″ E / 41.46615611111111°N,2.186535°E | bé amb protecció urbanística | Rec Comtal          | Modifica les dades a Wikidata |
|        | Rec Comtal a Sant Andreu | Sant Andreu de Palomar                                                                  | séquia       | Estil: arquitectura popular | 41° 26′ 40″ N, 2° 11′ 39″ E / 41.444416°N,2.194159°E         | bé cultural d'interès local  | Rec Comtal          | Modifica les dades a Wikidata |

## torre d'aigua
| imatge | Nom                                                | Ubicat a                                     | instància de          | Detalls                       | coordenades                                                                                                   | Protecció                    | Commons (més fotos)         | Dades a WD                    |
| ------ | -------------------------------------------------- | -------------------------------------------- | --------------------- | ----------------------------- | --- | ---------------------------- | --------------------------- | ----------------------------- |
|        | Central de Bombeig. Companyia d'aigües de Montcada | Barcelona Trinitat Vella Sant Andreu         | torre d'aigua edifici | Estil: modernisme català      | 41° 27′ 16″ N, 2° 11′ 22″ E / 41.45447540283203°N,2.1893370151519775°E ca:Garbí, 2-6 / Vallbona, 92-98        | bé amb protecció urbanística |                             | Modifica les dades a Wikidata |
|        | Estació de Tractament d'aigües del Besòs           | Barcelona Trinitat Vella                     | torre d'aigua         |                               | 41° 27′ 26″ N, 2° 11′ 23″ E / 41.45710754394531°N,2.1897430419921875°E ca:Crtra. de Ribes, 128B               |                              |                             | Modifica les dades a Wikidata |
|        | Pilar d'aigua de Fabra i Puig                      | Barcelona Sant Andreu de Palomar Sant Andreu | torre d'aigua edifici | Estil: arquitectura eclèctica | 41° 25′ 49″ N, 2° 11′ 07″ E / 41.43032455444336°N,2.185225009918213°E ca:Llenguadoc, 95 / Rambla Fabra i Puig | bé amb protecció urbanística |                             | Modifica les dades a Wikidata |
|        | Pilar d'aigua de la Sagrera                        | la Sagrera                                   | torre d'aigua         | 1853                          | 41° 25′ 19″ N, 2° 11′ 28″ E / 41.42196273803711°N,2.191096067428589°E ca:Gran de La Sagrera i Ciutat d'Elx    | bé amb protecció urbanística | Pilar d’aigua de la Sagrera | Modifica les dades a Wikidata |

## Misc
| imatge | Nom                                                       | Ubicat a | instància de                                | Detalls | coordenades                                                                                              | Protecció                                              | Commons (més fotos)                       | Dades a WD                    |
| ------ | --------------------------------------------------------- | --- | ------------------------------------------- | --- | --- | ------------------------------------------------------ | ----------------------------------------- | ----------------------------- |
|        | Acàcia de Tres Espines de l'Estació de Sant Andreu Comtal | Barcelona Sant Andreu de Palomar | arbre singular                              | Taxon: acàcia de tres punxes (Gleditsia triacanthos)                                                                | 41° 26′ 10″ N, 2° 11′ 35″ E / 41.4362°N,2.193°E                                                          | arbre d'interès local                                  | Acàcia de l'estació de Sant Andreu Comtal | Modifica les dades a Wikidata |
|        | Antic Ajuntament de Sant Andreu de Palomar                | Barcelona Sant Andreu de Palomar Sant Andreu | edifici administratiu casa                  | Estil: arquitectura neoclàssica                                                                                     | 41° 26′ 09″ N, 2° 11′ 27″ E / 41.43594741821289°N,2.190762996673584°E ca:Plaça Orfila                    | bé amb protecció urbanística                           | Casa de la Vila de Sant Andreu de Palomar | Modifica les dades a Wikidata |
|        | B-20                                                      | Barcelona Sant Andreu Horta-Guinardó Gràcia Sarrià - Sant Gervasi les Corts Esplugues de Llobregat l'Hospitalet de Llobregat Cornellà de Llobregat | carretera                                   | Llarg: 26km | 41° 24′ 45″ N, 2° 07′ 44″ E / 41.41239167°N,2.12893056°E                                                 |                                                        | Ronda de Dalt                             | Modifica les dades a Wikidata |
|        | Església Ortodoxa Romanesa Sant Jordi                     | Barcelona Navas | església ortodoxa                           | Estil: historicisme arquitectònic                                                                                   | 41° 25′ 02″ N, 2° 10′ 54″ E / 41.417198181152344°N,2.1816420555114746°E ca:Carrer Capella, 25            |                                                        |                                           | Modifica les dades a Wikidata |
|        | Estació d'Onze de Setembre                                | Barcelona Sant Andreu de Palomar | estació soterrada estació de metro          | 2010 | 41° 25′ 47″ N, 2° 11′ 37″ E / 41.429731°N,2.193617°E                                                     |                                                        | Onze de Setembre metrostation             | Modifica les dades a Wikidata |
|        | Habitatges del Congrés Eucarístic                         | el Congrés i els Indians | polígon d'habitatges                        | Estil: racionalisme arquitectònic Anomenat per: XXXV Congrés Eucarístic Internacional                               | 41° 25′ 33″ N, 2° 10′ 51″ E / 41.4258°N,2.1809°E ca:Pl. Congrés Eucarístic i voltants                    | bé integrant del patrimoni cultural català             | Habitatges del Congrés Eucarístic         | Modifica les dades a Wikidata |
|        | Nus de la Trinitat                                        | Trinitat Vella | enllaç viari                                | 1992 Anomenat per: Trinitat Vella                                                                                   | 41° 26′ 56″ N, 2° 12′ 01″ E / 41.4489°N,2.2003°E                                                         |                                                        |                                           | Modifica les dades a Wikidata |
|        | Plaça del Mercadal                                        | Sant Andreu de Palomar | plaça porticada                             | Estil: arquitectura neoclàssica                                                                                     | 41° 26′ 05″ N, 2° 11′ 18″ E / 41.43476°N,2.1884°E ca:Plaça Mercadal                                      | bé amb elements d'interès bé amb protecció urbanística | Plaça del Mercadal                        | Modifica les dades a Wikidata |
|        | Ronda del Litoral                                         | Cornellà de Llobregat l'Hospitalet de Llobregat Barcelona Sant Adrià de Besòs Sants-Montjuïc Ciutat Vella Sant Martí Sant Andreu                   | autovia                                     | 1981 Llarg: 20km Anomenat per: zona litoral                                                                         | 41° 25′ 16″ N, 2° 13′ 20″ E / 41.42111111°N,2.22222222°E                                                 |                                                        | Ronda Litoral                             | Modifica les dades a Wikidata |
|        | Sant Andreu Teatre                                        | Barcelona Sant Andreu de Palomar | teatre                                      | | 41° 25′ 50″ N, 2° 11′ 20″ E / 41.43053056°N,2.18886667°E                                                 |                                                        |                                           | Modifica les dades a Wikidata |
|        | Torre la Sagrera                                          | Bon Pastor | gratacel                                    | Arquitecte: Frank Gehry Estil: arquitectura postmoderna Estat: projecte arquitectònic Alt: 148m Superfície: 79311m² | 41° 25′ 47″ N, 2° 11′ 50″ E / 41.429793°N,2.19732°E                                                      |                                                        |                                           | Modifica les dades a Wikidata |
|        | Versalles                                                 | Sant Andreu de Palomar | bar                                         | 1915 | 41° 26′ 07″ N, 2° 11′ 23″ E / 41.43529702715702°N,2.189603301901417°E ca:Carrer Gran de Sant Andreu, 255 |                                                        |                                           | Modifica les dades a Wikidata |
|        | creu de terme de Sant Andreu                              | Trinitat Vella | creu de terme                               | | 41° 26′ 13″ N, 2° 11′ 23″ E / 41.43701593939847°N,2.189661634652894°E                                    | art públic de Barcelona                                | Creu de terme de Sant Andrreu             | Modifica les dades a Wikidata |
|        | els Quinze                                                | Vilapicina i la Torre Llobeta el Guinardó el Congrés i els Indians                                                                                 | indret                                      | | 41° 25′ 31″ N, 2° 10′ 35″ E / 41.425336°N,2.176256°E                                                     |                                                        |                                           | Modifica les dades a Wikidata |
|        | torre de Bell-lloc                                        | Sant Andreu de Palomar | torre                                       | Estat: enderrocat o destruït                                                                                        | 41° 26′ 46″ N, 2° 11′ 23″ E / 41.446138888889°N,2.1897777777778°E                                        |                                                        |                                           | Modifica les dades a Wikidata |
|        | túnel de Meridiana                                        | Barcelona Eixample Sant Martí Sant Andreu Nou Barris                                                                                               | túnel ferroviari                            | | 41° 25′ 10″ N, 2° 11′ 13″ E / 41.41931111°N,2.18685833°E avinguda Meridiana                              |                                                        |                                           | Modifica les dades a Wikidata |
|        | túnel de Provença                                         | Barcelona Eixample Sant Martí Sant Andreu | túnel de línia ferroviària d'alta velocitat | 2013 Hi passa: LAV Madrid - Saragossa - Barcelona - Frontera Francesa Llarg: 5600m                                  | 41° 23′ 51″ N, 2° 09′ 50″ E / 41.39761°N,2.1639°E                                                        |                                                        |                                           | Modifica les dades a Wikidata |
|        | vil·la romana de la Sagrera                               | Barcelona la Sagrera | vil·la romana                               | | 41° 25′ 23″ N, 2° 11′ 41″ E / 41.42302778°N,2.194625°E                                                   |                                                        | Vil·la romana de la Sagrera               | Modifica les dades a Wikidata |
|        | xemeneia de Can Galta Cremat                              | Barcelona Sant Andreu Sant Andreu de Palomar | xemeneia de fàbrica                         | | 41° 26′ 26″ N, 2° 11′ 14″ E / 41.440463°N,2.187199°E ca:Plaça de Can Galta Cremat                        | bé cultural d'interès local                            | Xemeneia de Can Galta Cremat              | Modifica les dades a Wikidata |